# Historique du parcours international de la Jeunesse sportive de Kabylie
Cet article présente le parcours international de la Jeunesse sportive de Kabylie, c'est-à-dire l'histoire des campagnes africaines, arabes, nord-africaines et maghrébines du club kabyle.
Depuis sa fondation, la JSK a participé à 18 éditions de la Ligue des champions de la CAF, qu'elle a remportée en 1981 et 1990.
Les Kabyles ont aussi disputé deux éditions de la Coupe d'Afrique des vainqueurs de coupe (dont une remportée en 1995).
Quatre de la Coupe de la CAF (avec trois victoires d'affilée en 2000, 2001 et 2002) et cinq éditions de la Coupe de la confédération.
Deux participations à la Supercoupe d'Afrique dont une remportée en 1982.
Elle participe aussi deux fois à la Coupe du Maghreb des clubs champions, une fois à la Coupe nord-africaine des clubs champions, ainsi que trois fois à la Ligue des champions arabes.

## Bilan général des rencontres internationales de la JSK
Bilan du parcours international de la JS Kabylie à partir de 1974 (Résultats mis à jour le 29 avril 2023).
| Coupes d'Afrique de la CAF               | Saisons | Titres | J   | G   | N  | P  | Bp  | Bc  | Diff |
| ---------------------------------------- | ------- | ------ | --- | --- | -- | -- | --- | --- | ---- |
| Ligue des champions de la CAF            | 17      | 2      | 122 | 62  | 21 | 39 | 152 | 103 | +49  |
| Coupe d'Afrique des vainqueurs de coupe  | 2       | 1      | 14  | 8   | 1  | 5  | 27  | 17  | +10  |
| Coupe de la CAF                          | 4       | 3      | 30  | 14  | 8  | 8  | 34  | 19  | +15  |
| Coupe de la confédération                | 5       | 0      | 45  | 22  | 8  | 15 | 51  | 43  | +8   |
| Supercoupe de la CAF                     | 2       | 1      | 2   | 1   | 0  | 1  | 1   | 2   | -1   |
| Total                                    | 30      | 7      | 213 | 107 | 38 | 68 | 265 | 184 | +81  |
| Coupes d'Afrique du Nord de l'UNAF       | Saisons | Titres | J   | G   | N  | P  | Bp  | Bc  | Diff |
| Coupe nord-africaine des clubs champions | 1       | 0      | 3   | 0   | 2  | 1  | 2   | 3   | -1   |
| Coupe du Maghreb des clubs champions     | 2       | 0      | 4   | 0   | 2  | 2  | 1   | 5   | - 4  |
| Total                                    | 3       | 0      | 7   | 0   | 4  | 3  | 3   | 8   | - 5  |
| Coupes arabes de l'UAFA                  | Saisons | Titres | J   | G   | N  | P  | Bp  | Bc  | Diff |
| Ligue des champions arabes               | 3       | 0      | 22  | 10  | 8  | 4  | 28  | 24  | +4   |
| Total                                    | 3       | 0      | 22  | 10  | 8  | 4  | 28  | 24  | +4   |
| Total Général                            | 36      | 7      | 242 | 116 | 51 | 75 | 296 | 216 | +80  |

## Compétitions africaines

### Bilan général
La JS Kabylie est une habituée des joutes africaines. En septembre 2025, le club entamera sa 31e campagne en compétition africaine. Ici, sont exposées, dans l'ordre chronologique, toutes ses participations en compétitions africaines, caractéristiques de son expérience au plus haut niveau du football africain.

#### Bilan par compétition
Bilan de la JS Kabylie en compétitions africaines à partir de 1978  (Résultats mis à jour le 29 avril 2023).
| Compétitions                            | Saisons | Titres | J   | G   | N  | P  | Bp  | Bc  | Diff |
| --------------------------------------- | ------- | ------ | --- | --- | -- | -- | --- | --- | ---- |
| Ligue des champions de la CAF           | 17      | 2      | 122 | 62  | 21 | 39 | 152 | 103 | +49  |
| Coupe d'Afrique des vainqueurs de coupe | 2       | 1      | 14  | 8   | 1  | 5  | 27  | 17  | +10  |
| Coupe de la CAF                         | 4       | 3      | 30  | 14  | 8  | 8  | 34  | 19  | +15  |
| Coupe de la confédération               | 5       | 0      | 45  | 22  | 8  | 15 | 51  | 43  | +8   |
| Supercoupe de la CAF                    | 2       | 1      | 2   | 1   | 0  | 1  | 1   | 2   | -1   |
| Total                                   | 30      | 7      | 213 | 107 | 38 | 68 | 265 | 184 | +81  |

- Les matchs du tournoi amical "Coupe de la Fraternité" en 1982 ont introduit la toute première édition de la Supercoupe d'Afrique. La JSK en tant que vainqueur de la Ligue des champions de la CAF fut invitée à cette compétition. La demi-finale de ce tournoi s'est jouée entre celle-ci et l'Union Douala (alors tenant du titre de la Coupe d'Afrique des vainqueurs de coupe) et s'est soldée par une victoire de la JSK aux tirs au but (4 à 3), après un score nul de 1 à 1[2]. Elle est considérée, comme étant la première Supercoupe d'Afrique du football Africain. Onze ans après, la véritable compétition qui porte ce nom n'est apparue qu'en 1993 date de sa première édition.
- Autre point important de ce bilan, les buts marqués lors de séances aux tirs au but ne sont pas comptabilisés
- 7 matchs de la JSK furent gagnés par forfait; ils ont été comptabilisés en tant que matchs gagnés sans le résultat (un forfait signifie une victoire 3 buts à 0 d'après le règlement, mais pour le bilan il est comptabilisé par un 0-0).

#### Bilan par pays
| Nation         | Joué | Gagné | Nul | Perdu | But Pour | But Contre | Différence | Victoire % |
| -------------- | ---- | ----- | --- | ----- | -------- | ---------- | ---------- | ---------- |
| Afrique du Sud | 1    | 0     | 0   | 1     | 0        | 1          | -1         | 00,00      |
| Angola         | 6    | 3     | 2   | 1     | 6        | 3          | +3         | 50,00      |
| Bénin          | 2    | 1     | 0   | 1     | 4        | 3          | +1         | 50,00      |
| Burkina Faso   | 2    | 1     | 1   | 0     | 6        | 1          | +5         | 50,00      |
| Burundi        | 2    | 1     | 1   | 0     | 1        | 0          | +1         | 50,00      |
| Cameroun       | 15   | 8     | 3   | 4     | 20       | 12         | +8         | 53,33      |
| Cap-Vert       | 2    | 2     | 0   | 0     | 4        | 1          | +3         | 100,00     |
| Côte d'Ivoire  | 6    | 3     | 0   | 3     | 6        | 8          | -2         | 50,00      |
| Égypte         | 14   | 10    | 4   | 3     | 12       | 11         | +1         | 71,42      |
| Eswatini       | 2    | 1     | 0   | 1     | 2        | 2          | 0          | 50,00      |
| Éthiopie       | 2    | 1     | 0   | 1     | 2        | 1          | +1         | 50,00      |
| Gabon          | 4    | 2     | 0   | 2     | 7        | 6          | +1         | 50,00      |
| Gambie         | 2    | 2     | 0   | 0     | 5        | 1          | +4         | 100,00     |
| Ghana          | 10   | 5     | 1   | 4     | 14       | 9          | +5         | 50,00      |
| Guinée         | 4    | 2     | 1   | 2     | 2        | 4          | -2         | 50,00      |
| Guinée-Bissau  | 4    | 3     | 0   | 1     | 4        | 3          | +1         | 75,00      |
| Kenya          | 2    | 1     | 0   | 1     | 4        | 2          | +2         | 50,00      |
| Libéria        | 2    | 1     | 0   | 1     | 4        | 3          | +1         | 50,00      |
| Libye          | 12   | 7     | 2   | 3     | 17       | 8          | +9         | 58,33      |
| Mali           | 4    | 2     | 1   | 1     | 4        | 3          | +1         | 50,00      |
| Mauritanie     | 4    | 4     | 0   | 0     | 14       | 3          | +11        | 100,00     |
| Maroc          | 19   | 8     | 4   | 7     | 15       | 16         | -1         | 42,10      |
| Nigeria        | 10   | 3     | 4   | 3     | 9        | 9          | 0          | 30,00      |
| Niger          | 2    | 2     | 0   | 0     | 4        | 1          | +3         | 100,00     |
| Rép Dém Congo  | 16   | 6     | 2   | 8     | 18       | 20         | -2         | 37,50      |
| Rép Congo      | 4    | 2     | 2   | 0     | 5        | 2          | +3         | 50,00      |
| Sénégal        | 10   | 3     | 5   | 2     | 13       | 7          | +6         | 30,00      |
| Sierra leone   | 2    | 2     | 0   | 0     | 3        | 1          | +2         | 100,00     |
| Somalie        | 2    | 2     | 0   | 0     | 2        | 1          | +1         | 100,00     |
| Soudan         | 6    | 3     | 0   | 3     | 8        | 8          | 0          | 50,00      |
| Tchad          | 4    | 3     | 0   | 1     | 6        | 1          | +5         | 75,00      |
| Togo           | 4    | 3     | 1   | 0     | 13       | 2          | +11        | 75,00      |
| Tunisie        | 20   | 7     | 3   | 10    | 12       | 20         | -8         | 35,00      |
| Zambie         | 6    | 3     | 1   | 2     | 8        | 5          | +3         | 50,00      |
| Zimbabwe       | 6    | 3     | 1   | 2     | 9        | 6          | +3         | 50,00      |
| Total          | 213  | 106   | 39  | 68    | 261      | 184        | +77        | 49,76      |

- Avec ses 30 participations toutes compétitions africaines confondues, ses 213 matchs disputés et ses 7 titres, la JSK est sans conteste le plus expérimenté des clubs algériens. Le bilan démontre aisément toute son expérience avec la présence de pas moins de 35 nations affrontées jusqu'à présent.
- La JSK est une spécialiste de ces compétitions, comme en témoigne la répartition de ses victoires, où son pourcentage est supérieur ou égal à 50% pour 29 nations affrontées sur 35. Néanmoins, on remarque également quelques bêtes noires du club, avec certaines nations comme la République démocratique du Congo, la Tunisie, le Sénégal, le Maroc et le Nigeria.

#### Bilan par clubs
| Équipe                     | J  | G | E | D | BP | BC | Diff | %V     |
| -------------------------- | -- | - | - | - | -- | -- | ---- | ------ |
| Afrique du Sud             |    |   |   |   |    |    |      |        |
| Orlando Pirates            | 1  | 0 | 0 | 1 | 0  | 1  | -1   | 00,00  |
| Angola                     |    |   |   |   |    |    |      |        |
| Petro Atletico Luanda      | 6  | 3 | 2 | 1 | 6  | 3  | +3   | 50,00  |
| Bénin                      |    |   |   |   |    |    |      |        |
| AS Dragons FC de l'Ouémé   | 2  | 1 | 0 | 1 | 4  | 3  | +1   | 50,00  |
| Burkina Faso               |    |   |   |   |    |    |      |        |
| Étoile Filante Ouagadougou | 2  | 1 | 1 | 0 | 6  | 1  | +5   | 50,00  |
| Burundi                    |    |   |   |   |    |    |      |        |
| Fantastique Burundi        | 2  | 1 | 1 | 0 | 1  | 0  | +1   | 50,00  |
| Cameroun                   |    |   |   |   |    |    |      |        |
| Union Douala               | 1  | 0 | 1 | 0 | 1  | 1  | 0    | 00,00  |
| Les Astres FC              | 2  | 1 | 1 | 0 | 2  | 1  | +1   | 50,00  |
| Coton Sport FC             | 10 | 6 | 1 | 3 | 13 | 9  | 4    | 60,00  |
| Tonnerre Yaounde           | 2  | 1 | 0 | 1 | 4  | 1  | +3   | 50,00  |
| Cap-Vert                   |    |   |   |   |    |    |      |        |
| FC Boavista                | 2  | 2 | 0 | 0 | 4  | 1  | +3   | 100,00 |
| Côte d'Ivoire              |    |   |   |   |    |    |      |        |
| Africa Sports National     | 4  | 2 | 0 | 2 | 4  | 7  | -3   | 50,00  |
| Stade d'Abidjan            | 2  | 1 | 0 | 1 | 2  | 1  | +1   | 50,00  |
| Égypte                     |    |   |   |   |    |    |      |        |
| Al Ahly SC                 | 6  | 3 | 2 | 1 | 4  | 5  | -1   | 50,00  |
| Al Masry                   | 2  | 1 | 0 | 1 | 2  | 1  | +1   | 50,00  |
| Ismaily SC                 | 4  | 2 | 2 | 0 | 3  | 1  | +2   | 50,00  |
| Zamalek                    | 2  | 1 | 0 | 1 | 3  | 4  | -1   | 50,00  |
| Eswatini                   |    |   |   |   |    |    |      |        |
| Royal Leopards FC          | 2  | 1 | 0 | 1 | 2  | 2  | 0    | 50,00  |
| Éthiopie                   |    |   |   |   |    |    |      |        |
| Mebrat Hail                | 2  | 1 | 0 | 1 | 2  | 1  | +1   | 50,00  |
| Gabon                      |    |   |   |   |    |    |      |        |
| AS Mangasport              | 2  | 1 | 0 | 1 | 4  | 3  | +1   | 50,00  |
| Missiles FC                | 2  | 1 | 0 | 1 | 3  | 3  | 0    | 50,00  |
| Gambie                     |    |   |   |   |    |    |      |        |
| Armed Forces               | 2  | 2 | 0 | 0 | 5  | 1  | +4   | 100,00 |
| Sierra Leone               |    |   |   |   |    |    |      |        |
| Real Republicans           | 2  | 2 | 0 | 0 | 3  | 1  | +2   | 100,00 |
|                            |    |   |   |   |    |    |      |        |
| Ghana                      |    |   |   |   |    |    |      |        |
| Ashanti Gold SC            | 2  | 1 | 1 | 0 | 3  | 0  | +3   | 50,00  |
| Hearts of Oak              | 2  | 1 | 0 | 1 | 4  | 3  | +1   | 50,00  |
|                            |    |   |   |   |    |    |      |        |
| Guinée                     |    |   |   |   |    |    |      |        |
| Fello Star                 | 2  | 0 | 1 | 1 | 0  | 1  | -1   | 00,00  |
| Horoya AC                  | 2  | 1 | 0 | 1 | 2  | 2  | 0    | 50,00  |
| Guinée-Bissau              |    |   |   |   |    |    |      |        |
| Sporting de Bissau         | 2  | 2 | 0 | 0 | 0  | 0  | 0    | 100,00 |
| CF Balantas                | 2  | 1 | 0 | 1 | 4  | 3  | +1   | 50,00  |
| Kenya                      |    |   |   |   |    |    |      |        |
| AFC Leopards               | 2  | 1 | 0 | 1 | 4  | 2  | +2   | 50,00  |
| Libéria                    |    |   |   |   |    |    |      |        |
| Monrovia Club Breweries    | 2  | 1 | 0 | 1 | 4  | 3  | +1   | 50,00  |
| Libye                      |    |   |   |   |    |    |      |        |
| Al Madina SC               | 2  | 1 | 1 | 0 | 2  | 1  | +1   | 50,00  |
| Al Ahly Tripoli            | 4  | 2 | 0 | 2 | 4  | 3  | +1   | 50,00  |
| Al Ittihad Tripoli         | 4  | 2 | 1 | 1 | 8  | 4  | +4   | 50,00  |
| Al Tahaddy Benghazi        | 2  | 2 | 0 | 0 | 3  | 0  | +3   | 100,00 |
| Mali                       |    |   |   |   |    |    |      |        |
| Djoliba AC                 | 2  | 1 | 1 | 0 | 2  | 1  | +1   | 50,00  |
| Stade Malien               | 2  | 1 | 0 | 1 | 2  | 2  | 0    | 50,00  |
| Mauritanie                 |    |   |   |   |    |    |      |        |
| ASC Snim                   | 2  | 2 | 0 | 0 | 11 | 2  | +9   | 100,00 |
| FC Tevragh Zeina           | 2  | 2 | 0 | 0 | 3  | 1  | +2   | 100,00 |
| Maroc                      |    |   |   |   |    |    |      |        |
| FAR de Rabat               | 4  | 3 | 1 | 0 | 6  | 2  | +4   | 75,00  |
| Raja CA                    | 5  | 1 | 1 | 3 | 4  | 6  | -2   | 20,00  |
| Wydad AC                   | 6  | 4 | 0 | 2 | 5  | 6  | -1   | 66,66  |
| Maghreb de Fès             | 2  | 0 | 0 | 2 | 0  | 2  | -2   | 00,00  |
| RS Berkane                 | 2  | 0 | 2 | 0 | 0  | 0  | 0    | 00,00  |
| Nigeria                    |    |   |   |   |    |    |      |        |
| Heartland FC               | 4  | 2 | 2 | 0 | 4  | 2  | +2   | 50,00  |
| Julius Berger FC           | 2  | 1 | 1 | 0 | 3  | 2  | +1   | 50,00  |
| Shooting Stars FC          | 2  | 0 | 1 | 1 | 1  | 2  | -1   | 00,00  |
| Sunshine Stars             | 2  | 0 | 0 | 2 | 1  | 3  | -1   | 00,00  |
| Niger                      |    |   |   |   |    |    |      |        |
| USGN                       | 2  | 2 | 0 | 0 | 4  | 1  | +3   | 100,00 |
| Rép Dém Congo              |    |   |   |   |    |    |      |        |
| AS Vita Club               | 8  | 5 | 0 | 3 | 12 | 9  | +3   | 62,50  |
| TP Mazembe                 | 6  | 1 | 2 | 3 | 6  | 7  | -1   | 16,66  |
| Daring Club Motema Pembe   | 2  | 0 | 0 | 2 | 0  | 4  | -4   | 00,00  |
| Rép Congo                  |    |   |   |   |    |    |      |        |
| Étoile du Congo            | 4  | 2 | 2 | 0 | 5  | 2  | +3   | 50,00  |
| Sénégal                    |    |   |   |   |    |    |      |        |
| ASC Diaraf                 | 4  | 1 | 2 | 1 | 3  | 2  | +1   | 25,00  |
| ASEC Ndiambour             | 2  | 1 | 1 | 0 | 6  | 3  | +3   | 50,00  |
| SONACOS                    | 2  | 0 | 2 | 0 | 1  | 1  | 0    | 00,00  |
| Casa Sport                 | 2  | 1 | 0 | 1 | 3  | 1  | +2   | 50,00  |
| Somalie                    |    |   |   |   |    |    |      |        |
| Horsed FC                  | 2  | 2 | 0 | 0 | 2  | 1  | +1   | 100,00 |
| Soudan                     |    |   |   |   |    |    |      |        |
| Al Hilal                   | 2  | 1 | 0 | 1 | 1  | 1  | 0    | 50,00  |
| Al Merreikh                | 4  | 2 | 0 | 2 | 7  | 7  | 0    | 50,00  |
| Tchad                      |    |   |   |   |    |    |      |        |
| Tout-Puissant Elect Sports | 2  | 1 | 0 | 1 | 6  | 1  | +5   | 50,00  |
| Aslad Moundou              | 2  | 2 | 0 | 0 | 0  | 0  | 0    | 100,00 |
| Togo                       |    |   |   |   |    |    |      |        |
| ASKO Kara                  | 4  | 3 | 1 | 0 | 13 | 2  | +11  | 75,00  |
| Tunisie                    |    |   |   |   |    |    |      |        |
| Club africain              | 2  | 1 | 1 | 0 | 2  | 1  | +1   | 50,00  |
| CS Sfaxien                 | 4  | 1 | 1 | 2 | 2  | 4  | -2   | 25,00  |
| ES Sahel                   | 8  | 3 | 0 | 5 | 4  | 10 | -6   | 37,50  |
| ES Tunis                   | 6  | 2 | 1 | 3 | 3  | 4  | -1   | 33,33  |
| Zambie                     |    |   |   |   |    |    |      |        |
| Nkana Red Devils           | 2  | 1 | 0 | 1 | 1  | 1  | 0    | 50,00  |
| Zanaco FC                  | 2  | 1 | 0 | 1 | 3  | 1  | +2   | 50,00  |
| Napsa Stars                | 2  | 1 | 1 | 0 | 4  | 3  | +1   | 50,00  |
| Zimbabwe                   |    |   |   |   |    |    |      |        |
| Dynamos FC                 | 4  | 2 | 1 | 1 | 7  | 4  | +3   | 50,00  |
| Motor Action FC            | 2  | 1 | 0 | 1 | 2  | 2  | 0    | 50,00  |

- Le bilan africain par clubs affrontés démontre une fois de plus les statistiques exceptionnelles de la JSK en compétitions africaines. Si l'on regarde de plus près ses statistiques on s'aperçoit que la JSK possède un pourcentage de victoires supérieur ou égal à 50,00 % pour 57 clubs sur 72 affrontés. Toutefois en ce qui concerne les moins bons résultats, ils proviennent des nations qui sont ses bêtes noires. On remarque que ce n'est parfois que l'œuvre d'un seul club ou deux parmi tant d'autres de cette même nation affrontée, où est le pourcentage de victoire faible. On peut citer, par exemple, les trois clubs tunisiens que sont : le CS Sfaxien avec 25% de victoire, l'ES Sahel (pourcentage de victoire de 37,50% en huit matchs) et l'ES Tunis avec 33,33 % de victoire  mais également les deux clubs sénégalais : l'ASC Diaraf avec 25% de victoire et SONACOS avec un pourcentage de victoire nul. Le club égyptien d'Al Ahly SC (pourcentage de victoire de 25% sans les forfaits) et le Raja Casablanca avec 20% de victoire sont également des adversaires que la JSK a peu battu dans son histoire.

### Formats de compétitions
Il existe plusieurs compétitions africaines de clubs. Toutes ont connu des changements, des modifications importantes, pour disparaître, être refondues ou renommées.
À une époque où l'on pouvait en compter quatre, il n'existe plus que deux compétitions majeures du football africain de nos jours. Cependant la JS Kabylie a participé à toutes les compétitions africaines des clubs existantes ou ayant existé, avec la réussite ou non que l'on connaît, et inscrites à son palmarès.
Depuis la création des coupes africaines, les compétitions se jouaient sur l'année civile et en finale aller/retour mais depuis 2018 le modèle européen est adopté et les finales se jouent en match unique.
En 2023, la CAF reprend les finales en aller/retour.

#### Coupe d'Afrique des clubs champions/Ligue des champions de la CAF
Pour le moment, la JS Kabylie a disputé dix-huit éditions de la plus prestigieuse des Coupes d'Afrique de football de clubs (C1). La JSK  est le club algérien le plus expérimenté dans cette compétition (en nombre de participations et de matchs joués). Cette compétition africaine eut deux formats : tout d'abord sous le nom de Coupe d'Afrique des clubs champions entre les années 1964 et 1996; puis sous le nom Ligue des champions de la CAF depuis l'année 1997.
La Coupe d'Afrique des clubs champions a subi deux changements. Premièrement de 1997 à 2001, la C1 adopte le format Ligue des champions, sur le modèle européen donc, avec l'introduction d'une phase de poule au stade des quarts de finale. Il s'agit de deux poules de quatre équipes chacune, qualifiées des huitièmes de finale, qui s'affrontent, en match aller et retour. Ensuite les premiers de chaque groupe se disputent le titre, en match aller et retour. Deuxièmement, depuis 2002, un stade des demi-finales est instauré, après la phase de poules. En effet, les deux premiers de chaque poule se croisent pour s'affronter en demi-finale, en match aller et retour (les premiers affrontent les deuxièmes de l'autre groupe), puis les deux vainqueurs se disputent le titre en finale aller et retour également.
Bien qu'ayant été championne d'Algérie de football en 1973 (sous le nom JS Kawkabi), la JSK ne participe aux compétitions africaines qu'à partir de l'édition 1978. En effet, les clubs algériens ne participèrent aux compétitions internationales africaines que depuis l'année 1976. La JSK participa à neuf éditions de la Coupe d'Afrique des clubs champions et sept éditions de la Ligue des champions de la CAF.
Sa première participation à la Coupe d'Afrique des clubs champions, date de l'année 1978, et sa dernière participation en 1996, soit la dernière année où ce système fut joué. Concernant le format Ligue des champions de la CAF, sa première participation l'a été au cours de l'édition 2006 de la compétition.
La JSK remporta cette compétition deux fois en 1981 et 1990.

#### Coupe d'Afrique des vainqueurs de coupe
La Coupe d'Afrique des vainqueurs de coupe, appelée également Coupe des coupes était une compétition africaine qui s'est déroulée entre les années 1975 et 2003.
Elle constituait jusqu'à la dernière édition de celle-ci en 2003, la deuxième compétition majeure des clubs de la CAF, après la Coupe d'Afrique des clubs champions. La compétition est fusionnée en 2004, avec la Coupe de la CAF pour former la Coupe de la confédération.
La JSK est le seul club algérien à avoir remporté cette compétition en 1995, mais le deuxième à parvenir en finale, après le NA Hussein Dey, en 1978. Elle ne participe qu'à deux éditions seulement de cette compétition, en 1993 et 1995.

#### Coupe de la CAF/Coupe de la confédération
La Coupe de la CAF était une compétition africaine des clubs créée en 1992, cette compétition constituait jusqu'en 2003 la troisième compétition de club sur le continent africain, la C3.
En 2004, la Coupe de la CAF est fusionnée avec la Coupe d'Afrique des vainqueurs de coupe, pour former la Coupe de la confédération.
La JS Kabylie a disputé cette compétition à quatre reprises (2000, 2001, 2002 et 2003). En quatre participations, la JSK remporte trois titres successivement (2000, 2001 et 2002).
La JS Kabylie dispute la Coupe de la confédération à partir de 2008 et elle en a joué jusqu'à ce jour quatre éditions.

#### Supercoupe de la CAF
La Supercoupe de la CAF est créée en 1993, jusqu'à 2003, elle fait opposer le vainqueur de la Coupe d'Afrique des clubs champions (devenu Ligue des champions de la CAF en 1997) au vainqueur de la Coupe d'Afrique des vainqueurs de coupe, puis à partir de 2004, au vainqueur de la Coupe de la confédération.
La seule participation de la JSK à cette compétition est en 1996, à la suite de sa victoire en Coupe d'Afrique des vainqueurs de coupe. La JSK ne l'a jamais disputée encore en tant que vainqueur de la Ligue des champions de la CAF, ou en tant que vainqueur de la Coupe de la confédération.
Néanmoins en 1982, à la suite de la victoire de la JSK en Coupe d'Afrique des clubs champions, en Côte d'Ivoire, un tournoi amical eut lieu, et celle-ci fut invitée. Ce tournoi s'appelait Tournoi de la fraternité. La JSK se hissera en finale de ce tournoi et gagnera contre l'Union Douala, aux tirs au but.

### 1978: Coupe d'Afrique des clubs champions
Après avoir remporté le titre de Champion d'Algérie en 1977, les canaris (dont le nom à l'époque était JE Tizi-Ouzou Jeunesse Électronique de Tizi-Ouzou) sont donc qualifiés pour disputer la "Coupe d'Afrique des Clubs Champions" de l'édition 1978, pour la première fois de leur histoire.
Ils entament la compétition directement au deuxième tour, l'équivalent pour cette édition d'un huitième de finale, face au club libyen ayant pour nom Al Tahaddy Benghazi. Il s'agit du premier match africain mais le troisième toutes compétitions internationales confondues (en comptant la Coupe du Maghreb des clubs champions en 1973) de l'histoire de la JSK.
C'est un moment historique pour le club, qui devient cette année, le troisième club algérien (après le CR Belouizdad et le MC Alger) à participer à la compétition africaine, surnommée aussi C1.
La formation libyenne, avait dû se défaire au premier tour de la compétition, l'équivalent pour cette édition d'un seizième de finale de la formation éthiopienne du Medr Bahur (trois buts à un à l'aller, deux buts à trois au retour, cinq buts à quatre au cumulé des deux matchs).
| Match  | Tour               | Club       | Aller | Total | Retour | Club                | Match  | Buteurs de la JSK                        |
| ------ | ------------------ | ---------- | ----- | ----- | ------ | ------------------- | ------ | ---------------------------------------- |
| 1 (01) | Huitième de finale | JS Kabylie | 1-0   | 3-0   | 2-0    | Al Tahaddy Benghazi | 2 (02) | Bouryaga 89 (csc) / Aouis 15, Daoudi 25  |
| 3 (03) | Quart de finale    | JS Kabylie | 3-2   | 3-3   | 0-1    | AS Vita Club        | 4 (04) | Kisweswe 5 (csc), Baileche 52, Daoudi 57 |

Pour sa première participation en Coupe d'Afrique des clubs champions, la JSK s'arrête en quart de finale de la compétition, face à la redoutable formation de l'AS Vita Club, équipe championne du Zaïre à cette époque (qui sera plus tard une équipe de la République démocratique du Congo).
Les canaris peuvent nourrir quelques regrets, d'autant plus qu'au cumulé des deux matchs de ce quart de finale, une égalité parfaite trois buts partout, contraint la JSK à quitter la compétition en raison de la règle des buts marqués à l'extérieur.

### 1981: Coupe d'Afrique des clubs champions
La JS Kabylie, qui garde toujours son nom à l'époque de JE Tizi-Ouzou (Jeunesse Électronique de Tizi-Ouzou), disputera sa deuxième Coupe d'Afrique des clubs champions, pour l'édition 1981, soit trois ans après sa première apparition dans la plus prestigieuse des coupes d'Afrique, surnommé C1, où elle s'arrêta en quart de finale.
Contrairement à sa première participation, la JSK commencera par un seizième de finale, en raison d'un plus grand nombre de participants et ici sera opposé pour son premier match face au champion de Libye, Al Ahly Tripoli.
| Match   | Tour               | Club         | Aller   | Total   | Retour  | Club         | Match   | Buteurs de la JSK                                          |
| ------- | ------------------ | ------------ | ------- | ------- | ------- | ------------ | ------- | ---------------------------------------------------------- |
| 5 (05)  | Seizième de finale | Al Madina SC | 0-0     | 1-2     | 1-2     | JS Kabylie   | 6 (06)  | Daoudi 8, Fergani 84                                       |
| 7 (07)  | Huitième de finale | Horsed FC    | 1-2     | Forfait | Forfait | JS Kabylie   | 8 (08)  | Baris 18, Belhacène 25                                     |
| 9 (09)  | Quart de finale    | JS kabylie   | 3-0     | 5-2     | 2-2     | Dynamos FC   | 10 (10) | Aouis 11, Belahcène 52, 89 / Bahbouh 15, Abdesslam 40      |
| 11 (11) | Demi-finale        | JS Kabylie   | Forfait | Forfait | Forfait | Al Ahly SC   | 12 (12) |                                                            |
| 13 (13) | Finale             | JS Kabylie   | 4-0     | 5-0     | 1-0     | AS Vita Club | 14 (14) | Bahbouh 18,38,Belahcène 54, Larbès 60 (pen) / Belahcène 49 |

1Le club somalien de football du Horsed FC, après avoir perdu à l'aller deux buts à un chez elle, déclare forfait pour le match retour, la JS Kabylie se qualifie donc pour le deuxième quart de finale de son histoire dans cette compétition.
2La JSK devait disputer sa première demi-finale de la compétition face à la formation égyptienne d'Al Ahly SC. Cette dernière déclara forfait à la suite de l'assassinat d'Anouar el-Sadate, président de l'Égypte à cette époque.
Pour sa deuxième participation à cette prestigieuse compétition, la JS Kabylie frappe fort en s'adjugeant pour la première fois le titre de champion d'Afrique, il s'agit alors de sa première victoire en coupe d'Afrique, la deuxième pour un club algérien, après la victoire du MC Alger, en 1976.
Même si elle n'a pas joué contre trois adversaires dans cette compétition, à la suite des forfaits du Horsed FC pour le match retour des huitièmes de finale et du Ahly du Caire pour les deux matchs des demi-finales; la JSK à démontrer qu'elle était digne d'être championne.
Lieu : Stade du 1er-Novembre-1954, (35 000 spectateurs), Tizi Ouzou, Algérie.
Date : 27 novembre 1981.
Score :  Jeunesse sportive de Kabylie 4 - 0 Association sportive Vita Club .
Effectif de la JS Kabylie : Mourad Amara ( GB ) , Salah  Larbes, Rezki  Meghrici, Rachid Adghigh, Mouloud Iboud , Rachid Barris, Ali Benlahcène, Ali Fergani, Kamel  Aouis, Liès Bahbouh, Abdeslam Kamel.
Remplaçants de la JETizi ouzou  : Harb Abderezak (GB), Abdelhamid Sadmi, Lakhdari Rachid , Belhadj Ali Nacer , Abdeslam Rafik .
Buts de la JS Kabylie : Bahbouh   16e et   38e, Belahcène   56e, Larbès   65e (pen.).
Avertissements JS Kabylie : Néant
Entraîneurs de la JS Kabylie :  Mahieddine Khalef et  Stefan Zywotko.
Effectif de l'AS Vita Club : Tobilandu, Anzamba, M'Balla, N'Guattala, M'Peti, Kondi, N'Koma( 75e), N'Poma( 75e ), Kongre( 62e), M'Baya( 62e ), Babutaka, Katshimuka.
Remplaçants de l'AS Vita Club : M'Baya, Lobilo, Kadima, Sandja, Mutufirla.
Avertissements de l'AS Vita Club : Babutaka  9e, M'Balla  25e, N'Koma  62e.
Entraîneur du Nkana :  Kalambay.
Arbitre :  M. Bennacer.
Assistants :  M. Lakhrout. et  M. Nadji.
Commissaire du Match :  M. Ekowo.
Rapport du match aller : Rapport match finale aller
Lieu : Stade du 20 mai (80 000 spectateurs), Kinshasa, Zaire.
Date : 13 décembre 1981.
Score :  Association sportive Vita Club 0 - 1 Jeunesse sportive de Kabylie .
Effectif de l'AS Vita Club : Tobilandu, Anzamba, M'Balla, N'Guattala, M'Peti, Kondi, Tegoma, N'Koma, Babutaka, Katshimuka.
Remplaçants de l'AS Vita Club : M'Baya, Lobilo, Kadima, Sandja, Mutufirla.
Avertissements de l'AS Vita Club : Néant.
Entraîneur du Nkana :  Kalambay.
Effectif de la JS Kabylie : Amara, Larbes, Maghrici, Adghigh, Iboud , Baris, Belahcène, Fergani, Aouis, Bahbouh, Abdeslam Kamel.
Remplaçants de la JS Kabylie : Harb, Sadmi, Lakhdari, Belhadji, Abdeslam Rafik.
Buts de la JS Kabylie : Belahcène   49e.
Avertissements JS Kabylie : Néant
Entraîneurs de la JS Kabylie :  Mahieddine Khalef et  Stefan Ziwotko.
Arbitre :  M. Chiekh M'Bay.
Commissaire du Match:  M. Saye Omar.
En effet, en finale du tournoi, elle bat l'AS Vita Club, Champion d'Afrique en 1973, sur le score sans appel de quatre buts à zéro à l'aller chez elle, puis un but à zéro à l'extérieur (au cumulé des deux matchs cinq buts à zéro). Elle se venge ainsi de son bourreau, celui-là même qui l'avait stoppé au stade des quarts de finale de la compétition, lors de sa première participation à la compétition, en 1978.

### 1982: Supercoupe d'Afrique
La Supercoupe d'Afrique 1982 est un match qui s'est déroulé le 25 janvier 1982 lors du Tournoi de la Fraternité à Abidjan en Côte d'Ivoire. Le club algérien de la JS Kabylie a remporté ce trophée face aux Camerounais de l'Union Douala. Le journal "France Football" a commenté cet événement d'une naissance de la toute nouvelle "Supercoupe d'Afrique".
Le vainqueur de la Coupe des clubs champions africains, la JSK affronte le vainqueur de la Coupe d'Afrique des vainqueurs de coupe, l'Union Douala.
| Match   | Date            | Vainqueur  | Résultat      | Finaliste    | Lieu    | Buteur de la JSK |
| ------- | --------------- | ---------- | ------------- | ------------ | ------- | ---------------- |
| 15 (01) | 25 janvier 1982 | JS Kabylie | 1-1 (4-3 tab) | Union Douala | Abidjan |                  |

### 1982: Coupe d'Afrique des clubs champions
Un an après son premier sacre dans cette compétition, l'équipe du Djurdjura, en tant que championne d'Afrique en titre, et forte de son fabuleux doublée Championnat d'Algérie-Coupe d'Afrique; s'apprête à disputer pour la troisième fois la compétition.
C'est sa deuxième année consécutive et elle est opposée au champion du Soudan, le club Al Hilal au deuxième tour de la compétition, l'équivalent d'un seizième de finale de la compétition. Elle fut exempt du premier tour de cette édition, l'équivalent d'un trente-deuxième de finale.
| Match   | Tour               | Club     | Aller | Total | Retour        | Club       | Match   | Buteur de la JSK      |
| ------- | ------------------ | -------- | ----- | ----- | ------------- | ---------- | ------- | --------------------- |
| 16 (15) | Seizième de finale | Al Hilal | 1-0   | 1-1   | 0-1 (4-2 tab) | JS Kabylie | 17 (16) | Salah Larbès 90 (pen) |

Son aventure dans cette édition sera de courte durée, car dès le premier tour de la compétition, la JSK sera contrainte de la quitter sans avoir eu le temps de montrer son talent, pour la première fois de son histoire. En effet, après un score de parité à l'aller comme au retour par un but à zéro, donnant une égalité parfaite au cumulé des deux matchs d'un but partout; les canaris s'inclineront aux tirs au but, par quatre buts à deux
Néanmoins les canaris se consoleront, en remportant pour la cinquième fois de leur histoire le Championnat d'Algérie, la même année.

### 1983: Coupe d'Afrique des clubs champions
Après avoir obtenu le titre de "champion d'Algérie" durant la saison 1982-1983, la JSK dispute l'édition 1983 de la Coupe d'Afrique des clubs champions.
Il s'agit là, de sa quatrième participation dans cette compétition, soit la troisième consécutivement. Elle aborde le tournoi au stade des seizièmes de finale, face au champion de Libye, Al Ahly Tripoli.
C'est la deuxième fois que la JSK rencontre cette équipe libyenne à ce stade de la compétition.
Les canaris furent exempts de premier tour de la compétition, l'équivalent du trente-deuxième de finale.
| Match   | Tour               | Club            | Aller | Total | Retour | Club       | Match   | Buteurs de la JSK                       |
| ------- | ------------------ | --------------- | ----- | ----- | ------ | ---------- | ------- | --------------------------------------- |
| 18 (17) | Seizième de finale | Al Ahly Tripoli | 0-1   | 0-3   | 0-2    | JS Kabylie | 19 (18) | Fergani 57 / Baris 60 (pen), Fergani 76 |
| 20 (19) | Huitième de finale | JS Kabylie      | 0-1   | 0-1   | 0-0    | ASC Diaraf | 21 (20) |                                         |

La JSK s'arrêta en huitième de finale de cette édition, pour la première fois de son histoire. Elle fut contrainte de quitter la compétition après sa rencontre face à la formation sénégalaise de l'ASC Diaraf, champion du Sénégal.
Elle s'inclina chez elle sur le score d'un but à zéro et concéda le nul à l'extérieur zéro but partout, offrant au cumulé des deux matchs le gain du match aux sénégalais.
Cependant, les jaunes et verts se rattraperont en gagnant le Championnat d'Algérie de football la même année, pour la sixième fois de leur histoire. Ils conservent leur tire, et sont désormais "double champion d'Algérie".

### 1984: Coupe d'Afrique des clubs champions
La JSK est "double championne d'Algérie" en titre, et participe pour la cinquième fois de son histoire, à la prestigieuse Coupe d'Afrique des clubs champions. Il s'agit également de leur quatrième participation consécutive, pour cette édition de la prestigieuse Coupe des clubs champions africains.
Elle aborde la compétition au stade des seizièmes de finale, face à une formation du Sierra Leone, ayant pour nom Real Republicans. Comme les éditions précédentes, la JS Kabylie, sera une nouvelle fois dispensé de premier tour de la compétition, l'équivalent d'un trente-deuxième de finale.
| Match   | Tour               | Club       | Aller   | Total   | Retour       | Club                     | Match   | Buteurs de la JSK                      |
| ------- | ------------------ | ---------- | ------- | ------- | ------------ | ------------------------ | ------- | -------------------------------------- |
| 22 (21) | Seizième de finale | JS Kabylie | 1-0     | 3-1     | 2-1          | Real Republicans         | 23 (22) | Menad 15e / Fergani 23e, Abdesslam 64e |
| 24 (23) | Huitième de finale | JS Kabylie | Forfait | Forfait | Forfait      | Sporting Clube de Bissau | 25 (24) |                                        |
| 26 (25) | Quart de finale    | Dynamos FC | 2-0     | 2-2     | 0-2(2-3 tab) | JS Kabylie               | 27 (26) | Belahcene 13e, Aouis 83e               |
| 28 (27) | Demi-finale        | JS Kabylie | 3-1     | 3-4     | 0-3          | Zamalek SC               | 29 (28) | Fergani 38e, Baris 75e, Belahcene 88e  |

1 La formation guinéenne du Sporting de Bissau, déclara forfait. La JS Kabylie, n'aura donc pas à jouer ce huitième de finale, gagnant par forfait de l'adversaire, et se qualifie pour la troisième fois de son histoire en quart de finale de la Coupe d'Afrique des clubs champions.
Une fois de plus les canaris réalisent un bon tournoi, mais n'iront pas plus loin que le stade des demi-finales de la compétition. C'était pourtant, la deuxième fois de son histoire que la JSK y parvenait; la première fois avait été lors de l'édition 1981 de son premier sacre africain.
Elle sera stoppée dans son élan, face à la redoutable formation égyptienne du Zamalek, futur vainqueur de l'épreuve pour la première fois, lors de cette édition, d'une différence d'un but.
En effet, bien qu'ayant gagné à domicile sur le score de trois buts à un, les canaris s'inclineront en Égypte, sur le score de trois buts à zéro, donnant au cumulé des deux matchs quatre buts à trois, et donc le gain du match, pour la formation égyptienne.

### 1986: Coupe d'Afrique des clubs champions
Après un an d'absence dans la plus prestigieuse des compétitions africaines, la JSK, représente de nouveau le football algérien. Elle se qualifie pour cette édition de la Coupe d'Afrique des clubs champions, par le biais de son titre de "champion d'Algérie", remporté lors de la saison 1984-1985
Il s'agit de sa sixième participation en C1; elle commencera la compétition face club burkinabé, de l'Étoile Filante Ouagadougou, en seizième de finale. L'équipe en raison des bons résultats des clubs algériens dans cette compétition, est exempt de nouveau du premier tour de la compétition, l'équivalent du trente-deuxième de finale.
| Match   | Tour               | Club       | Aller | Total | Retour | Club           | Match   | Buteurs de la JSK                                                 |
| ------- | ------------------ | ---------- | ----- | ----- | ------ | -------------- | ------- | ----------------------------------------------------------------- |
| 30 (29) | Seizième de finale | JS Kabylie | 5-0   | 6-1   | 1-1    | EF Ouagadougou | 31 (30) | Fergani 24, Menad 33, Belahcène 54, Bouiche 58, 67 / Belhacène 75 |
| 32 (31) | Huitième de finale | JS Kabylie | 2-1   | 2-2   | 0-1    | ES Tunis       | 33 (32) | Bouiche 14sec, 89                                                 |

Pour son retour dans la compétition, après un an d'absence, la JSK s'arrête de nouveau en huitième de finale la Coupe d'Afrique des clubs champions, pour la troisième fois de son histoire. Le club tunisien de l'Espérance de Tunis, lui barre la route, après pourtant une égalité parfaite au cumulé des deux matchs de deux buts partout. La JSK, perd la rencontre, en raison de la règle du but inscrit à l'extérieur, en ayant gagné deux buts à un à domicile, mais en s'inclinant à Tunis sur le score d'un but à zéro.

### 1990: Coupe d'Afrique des clubs champions
Quatre années ont passé, depuis sa dernière apparition en Coupe d'Afrique des clubs champions. Cette année, la JSK revient dans la cour des grands d'Afrique, forte de son titre de "champion d'Algérie" acquis lors de la saison 1988-1989, afin d'y disputer la compétition.
Il s'agit ici de sa septième participation, qu'elle commence au stade des seizièmes de finale face à la formation togolaise de l'ASKO Kara. Elle est exempte de premier tour, l'équivalent du trente-deuxième de finale de la compétition.
| Match   | Tour               | Club            | Aller | Total | Retour        | Club             | Match   | Buteurs de la JSK                                                                                     |
| ------- | ------------------ | --------------- | ----- | ----- | ------------- | ---------------- | ------- | --- |
| 34 (33) | Seizième de finale | JS Kabylie      | 6-0   | 10-0  | 4-0           | ASKO Kara        | 35 (34) | Bouiche 17e, 49e, Djahnit 22e, Medane 38e, 53e Ait Tahar 73e / Bouiche 13e, 35e, 65e, Saib Moussa 80e |
| 36 (35) | Huitième de finale | Etoile du Congo | 2-2   | 2-4   | 0-2           | JS Kabylie       | 37 (36) | Medane 36e, Ait Tahar 59e / Abdesslam 41e, Djahnit 52e                                                |
| 38 (37) | Quart de finale    | AFC Leopards    | 2-1   | 2-4   | 0-3           | JS Kabylie       | 39 (38) | Djahnit 88e / Rahmouni 20 pen, Laadjadj Youssef 42e, 65e                                              |
| 40 (39) | Demi-finale        | Asante Kotoko   | 1-0   | 1-2   | 0-2           | JS Kabylie       | 41 (40) | Ait Tahar 46e, Medane 82e                                                                             |
| 42 (41) | Finale             | JS Kabylie      | 1-0   | 1-1   | 0-1 (5-3 tab) | Nkana Red Devils | 43 (42) | Rahmouni 47 pen                                                                                       |

La JSK, écrit ici l'une des plus belles pages de son histoire, en s'adjugeant un deuxième titre dans la compétition. Il s'agit d'un jour historique pour le football algérien, car la formation kabyle, est devenu le premier club algérien "double vainqueur" dans cette épreuve.
Les canaris réalisent un excellent tournoi, qu'ils ont maîtrisé de main de maître, en témoigne leur sang froid lors de la finale de cette compétition. En effet, ils rencontrent en finale de l'épreuve la formation zambienne du Nkana Red Devils, et à la suite de l'égalité parfaite d'un but partout au cumulé des deux matchs (un but à zéro, à l'aller pour la JSK et un but à zéro au retour pour le Nkana), les canaris s'imposent dans l'épreuve des tirs au but cinq buts à trois.
Lieu : Stade du 5 juillet 1962, (70 000 spectateurs), Alger, Algérie.
Date : 30 novembre 1990.
Score :  Jeunesse sportive de Kabylie 1 - 0 Nkana Red Devils .
Effectif de la JS Kabylie : Amara, Sadmi, Adghigh, Rahmouni, Meftah, Karouf, Ladjadj ( ?e) Benkaci ( ?e ), Adane, Saïb, Aït Tahar, Medane.
Buts de la JS Kabylie : Rahmouni   48e (pen.).
Avertissements JS Kabylie : Medane  74e, Saïb  ?e.
Entraîneurs de la JS Kabylie :  Stefan Zywotko et  Ali Fergani.
Effectif du Nkana : Shonga, Chizumira, Modon, Malitoli, Phiri, Amos Bwalya, Chishimba, Muselepete, Sakala, Masela, Kenneth Malitoli, Sikawze ( ?e) Kazika ( ?e ).
Avertissements Nkana : Chishimba  ?e, Modon  ?e, Malitoli  ?e, Kazika  82e, Chizumora  ?e.
Entraîneur du Nkana :  Moses Simwala.
Arbitre :  M. Badara Sène.
Rapport du match aller : Rapport match finale aller
Lieu : Scriveners Stadium (35 000 spectateurs), Kitwe, Zambie.
Date : 22 décembre 1990.
Score :  Nkana Red Devils 1 - 0 puis (3 - 5)  t.a.b  Jeunesse sportive de Kabylie .
Effectif du Nkana : Shonga, Chishimba, Chizumira, Modon, Malitoli, Amos Bwalya, Muselepete, Kabwe ( 63e) Kunda ( 63e ), Sakala, Masela, Kenneth Malitoli, Chambeshi ( ?e) Sikawze ( ?e ).
Buts du Nkana : Amos Bwalya   80e (pen.).
Avertissements Nkana : Chizumora  ?e, Muselepete  6e.
Entraîneur du Nkana :  Moses Simwala.
Effectif de la JS Kabylie : Amara, Sadmi, Adghigh( 63e Hafaf ( 63e ), Meftah, Karouf, Ladjadj, Adane, Saïb ( 72e Aït Tahar ( 72e ), Djahnit, Medane.
Avertissements JS Kabylie : Amara  70e, Djahnit  ?e.
Entraîneurs de la JS Kabylie :  Stefan Zywotko et  Ali Fergani.
Arbitre :  M. Idrissa Sarr.
La performance est d'autant plus remarquable que la séance des tirs au but a été réalisée à l'extérieur, en Zambie, sur le terrain du Nkana Red Devils. La JSK en remportant la compétition cette année succède à l'ES Sétif, vainqueur de l'épreuve lors de l'édition 1988.
Lorsque la JSK, disputait cette finale, il s'agissait de la cinquième finale d'un club algérien dans cette compétition. En effet bien qu'elle succède à l'ES Sétif en tant que "vainqueur", la JSK succède aussi au MC Oran en tant que club algérien participant à la finale de la Coupe d'Afrique des clubs champions (la cinquième finale d'un club algérien), après la finale perdue du club oranais, l'année précédente en 1989.
Néanmoins aucun autre club algérien n'avait encore réussi cet exploit de gagner deux fois cette épreuve prestigieuse.

### 1991: Coupe d'Afrique des clubs champions
Forte de son titre de championne d'Afrique acquise en 1990, la JSK revient dans la compétition, un an seulement après son exploit. Elle est "doublement qualifiée", car elle a réussi le doublée Coupe d'Afrique-Championnat d'Algérie; le gain d'une de ses deux compétitions étant qualificative.
Il s'agit ici de sa huitième participation, qu'elle commencera au stade des seizièmes de finale face à la formation tchadienne du TP Elect Sports, et sa deuxième consécutive. À noter également qu'elle sera exempt de premier tour, l'équivalent du trente-deuxième de finale de la compétition.
| Match   | Tour               | Club       | Aller | Total | Retour | Club                       | Match   | Buteurs de la JSK             |
| ------- | ------------------ | ---------- | ----- | ----- | ------ | -------------------------- | ------- | ----------------------------- |
| 44 (43) | Seizième de finale | JS Kabylie | 6-0   | 6-1   | 0-1    | Tout-Puissant Elect Sports | 45 (44) | ? ? Meddane , Rahmouni , Saib |
| 46 (45) | Huitième de finale | JS Kabylie | 1-0   | 1-3   | 0-3    | Wydad AC                   | 47 (46) | Ait Taher                     |

Pour la quatrième fois de son histoire, le parcours de la JSK en Coupe d'Afrique des clubs champions s'arrête en huitième de finale, une année après son "second titre" dans cette même compétition.
Elle s'inclinera contre plus forte qu'elle, face au club marocain du WA Casablanca. En effet, bien qu'ayant gagné à domicile sur le score d'un but à zéro à Tizi Ouzou, les canaris s'inclineront par trois buts à zéro au Maroc.

### 1993: Coupe d'Afrique des vainqueurs de coupe
La JSK sort d'une saison catastrophique, en terminant au plus mauvais rang de son histoire, treizième de l'édition 1991-1992 du Championnat d'Algérie. Néanmoins, elle sauve sa saison en remportant tout de même un titre, la Coupe d'Algérie.
Grâce à sa victoire en Coupe d'Algérie, la JSK peut participer en compétition africaine; il s'agit ici de la Coupe d'Afrique des vainqueurs de coupe. C'est sa première participation dans cette coupe d'Afrique, surnommée C2, mais sa neuvième toutes compétitions africaines confondues.
Sa première participation en Coupe d'Afrique des vainqueurs de coupe, coïncide également avec la vingtième d'un club algérien.
Afin d'être complet, il faut savoir que la JSK, vainqueur de la Coupe d'Algérie, face à l'ASO Chlef, aurait pu participer également à l'édition 1993 de la Coupe arabe des vainqueurs de coupe.
Elle déclinera l'invitation, pour se consacrer à la compétition africaine, et laissera l'ASO Chlef finaliste de cette édition 1991-1992 de la Coupe d'Algérie y aller à sa place.
les canaris quant à eux se concentrent sur la compétition africaine et l'entament face au club mauritanien de l'ASC Snim, en seizième de finale. Il s'agit de son tout premier match de Coupe d'Afrique des vainqueurs de coupes, mais le quarante-sixième toutes compétitions africaines confondues.
| Match   | Tour               | Club          | Aller | Total | Retour | Club         | Match   | Buteurs de la JSK |
| ------- | ------------------ | ------------- | ----- | ----- | ------ | ------------ | ------- | --- |
| 48 (01) | Seizième de finale | JS Kabylie    | 8-1   | 11-2  | 3-1    | ASC Snim     | 49 (02) | Benkaci 11 e , 45 e , Hadj Adlane 1re , Amaouche Hakim 23 e , Termoul 43 e , 57 e , Meftah 62 e, Idrissa Baila 57 c.s.c / Hadj Adlane 24 e , Termoul 49 e , Ait Mouloud 52 e |
| 50 (03) | Huitième de finale | JS Kabylie    | 4-0   | 4-3   | 0-3    | AS Dragon FC | 51 (04) | Hadj Adlane 2 buts , Benkaci , Amrouche |
| 52 (05) | Quart de finale    | Africa Sports | 4-0   | 4-1   | 0-1    | JS Kabylie   | 53 (06) | Addane Rachid 67 e |

Pour sa première participation en Coupe d'Afrique des vainqueurs de coupe, la JSK réalisera un bon parcours mais échouera en quart de finale face à une équipe ivoirienne plus forte qu'elle. En effet malgré leur courte victoire à domicile au match retour sur le score d'un but à zéro, les jaunes et verts s'étaient lourdement inclinés au match aller à Abidjan, sur le score de quatre buts à zéro, face au futur vainqueur de l'épreuve, l'Africa Sports National.
À noter également que cette défaite par quatre buts à zéro, constituait la plus lourde défaite du club en compétition africaine et internationale.

### 1995: Coupe d'Afrique des vainqueurs de coupe
Après un an d'absence du football africain, la JS Kabylie, renoue avec la compétition africaine. Elle sort d'une saison 1993-1994 mitigée toutes compétitions confondues. Certes après avoir réalisé un bon parcours en Coupe d'Afrique des vainqueurs de coupe en 1993, les lions du Djurdjura termine à la troisième place du Championnat d'Algérie de la saison 1993-1994. Cette troisième place est excellente, mais non qualificative à l'époque pour une compétition internationale des clubs.
La JSK remporte la Coupe d'Algérie cette même saison 1993-1994.
Grâce à sa victoire en Coupe d'Algérie, la JSK peut donc participer une nouvelle fois en Coupe d'Afrique des vainqueurs de coupe. C'est sa deuxième participation dans cette coupe d'Afrique, surnommée C2, mais sa dixième toutes compétitions africaines confondues.
La JSK, vainqueur de la Coupe d'Algérie, face à l'AS Aïn M'lila, aurait pu participer également à l'édition 1995 de la Coupe arabe des vainqueurs de coupe.
Elle décline une nouvelle fois l'invitation, pour se consacrer exclusivement à la compétition africaine, et laisse l'AS Aïn M'lila finaliste de cette édition 1993-1994 de la Coupe d'Algérie y aller à sa place.
La JSK quant à elle se concentre sur la compétition africaine et l'entame face au club ivoirien, le Stade d'Abidjan, dès les huitièmes de finale.
| Match   | Tour               | Club             | Aller | Total | Retour | Club            | Match   | Buteurs de la JSK                        |
| ------- | ------------------ | ---------------- | ----- | ----- | ------ | --------------- | ------- | ---------------------------------------- |
| 54 (07) | Huitième de finale | JS Kabylie       | 2-0   | 2-1   | 0-1    | Stade d'Abidjan | 55 (08) | Boubrit 11e , Moussouni 29e              |
| 56 (09) | Quart de finale    | JS Kabylie       | 3-1   | 4-3   | 1-2    | Hearts of Oak   | 57 (10) | Hadj Adlane 36e 55e, Meftah 38e / Meftah |
| 58 (11) | Demi-finale        | Motor Action FC  | 2-1   | 2-2   | 0-1    | JS Kabylie      | 59 (12) | Menad / Hadj Adlane                      |
| 60 (13) | Finale             | Julius Berger FC | 1-1   | 2-3   | 1-2    | JS Kabylie      | 61 (14) | Menad / Menad 65e et Benchikha 78e       |

Pour sa seconde et dernière participation dans cette compétition, la JSK frappe fort en remportant son unique Coupe d'Afrique des vainqueurs de coupe. Elle écrit une nouvelle fois, l'une des plus belles pages de son histoire, en devenant le premier et seul club algérien à remporter cette compétition.
Les rencontres en finale de la compétition face à la redoutable formation nigérienne du Julius Berger Football Club, ont été très disputées. En effet après avoir arraché le nul à l'extérieur, au match aller, un but partout ; les canaris emmenés par leur capitaine Djamel Menad l'emportent au match retour, à domicile sur le score de deux buts à un ; après avoir été mené un but à zéro à la mi-temps. Finalement la JSK l'emporte donc au bout du suspens, trois buts à deux au cumulé des deux matchs de la finale, et s'octroie son premier et seul sacre dans cette compétition africaine.
Après avoir gagné deux Coupes d'Afrique des clubs champions et une Supercoupe d'Afrique, elle obtient donc son quatrième titre africain.
C'est le deuxième club algérien seulement à accéder à une finale dans cette compétition, après le NA Hussein Dey en 1978 qui s'était incliné face au club guinéen Horoya AC.
C'est aussi la première Coupe d'Afrique remportée sous la présidence de Mohand Cherif Hannachi, durant l'année 1995 ; qui a vu notamment le club de la ville des genêts, réaliser un autre doublée Coupe d'Afrique-Championnat d'Algérie, avec la C2 cette fois ci. Il s'agit du seul doublé Coupe d'Afrique-Championnat d'Algérie, de ce type pour un club algérien.
La finale retour de la compétition disputé à domicile, par la JSK, face au club nigérien du Julius Berger Football Club, constitue certes le quarante-neuvième match toutes compétitions africaines confondues et le quatorzième match en Coupe d'Afrique des vainqueurs de coupe, mais aussi le dernier des jaunes et verts dans cette compétition étant donné qu'elle n'existe plus.

### 1996: Supercoupe de la CAF
C'est donc en tant que vainqueur de la Coupe d'Afrique des vainqueurs de coupe en 1995, que la JSK dispute la Supercoupe d'Afrique de football face au vainqueur de la Coupe d'Afrique des clubs champions de la même année 1995, le club sud-africain du Orlando Pirates.
| Match   | Date | Vainqueur       | Résultat | Finaliste  | Lieu                     | Affluence |
| ------- | ---- | --------------- | -------- | ---------- | ------------------------ | --------- |
| 62 (02) | 1996 | Orlando Pirates | 1-0      | JS Kabylie | Newlands Stadium, Le Cap | 40 000    |

À noter également, que la JSK, qui dispute cette rencontre à l'extérieur, en Afrique du Sud, n'est pas anodine car il s'agit de son premier match en Supercoupe d'Afrique, mais son soixantième match africain, toutes compétitions confondues.
Lieu : FNB Stadium (20 000 spectateurs), Soweto - Johannesburg, Afrique du Sud.
Date : 2 mars 1996.
Score :  Orlando Pirates 1 - 0 Jeunesse sportive de Kabylie .
Effectif de l'Orlando : Williams Okpara, Hendrick Tsotsetsi, Mark Fish, Gavin Lane, Bernard Lushozi, Brandon Silent ( 76e) Edwards Motale ( 76e ), John Moeti, Dumisa Ngobe, Helmann Mkhalele ( 46e) Mncwango, ( 46e ), Bruce Ramokadi, Mark Batchelor.
Buts de l'Orlando : Bruce Ramokadi   54e.
Entraîneur de l'Orlando :  Victor Bondarenko.
Effectif de la JS Kabylie : Omar Hamenad, Amari, Aziz Benhamlat ( 82e) Djamel Menad ( 82e ), Selmoune, Khati, Mahieddine Meftah, Adane, Karim Doudene, Mourad Rahmouni, Hadj Adlane, Fawzi Moussouni.
Entraîneurs de la JS Kabylie :  Djaffar Harouni.
Arbitre :  M. Lim Kee Chong.
C'est aussi à ce jour la seule finale d'un trophée africain perdu par la JSK, hors compétition régional nord-africaine (la JSK a perdu aussi une finale de Coupe du Maghreb des clubs champions en 1974).

### 1996: Coupe d'Afrique des clubs champions
La JSK sort d'une saison riche en rebondissement, elle vient de réaliser le doublé Coupe d'Afrique-Championnat d'Algérie, en ayant remporté la Coupe d'Afrique des vainqueurs de coupe 1995 et le Championnat d'Algérie de football 1994-1995. C'est son troisième doublé Coupe d'Afrique-Championnat, mais le premier avec la C2.
Sa victoire finale dans le Championnat d'Algérie, la qualifie pour la Coupe d'Afrique des clubs champions de l'édition 1996, après cinq années d'absence en C1.
Il s'agit de sa neuvième participation dans cette prestigieuse compétition africaine des clubs, et la douzième toutes compétitions africaines confondues. La JSK entame la compétition, en seizième de finale, face au club capverdien, du FC Boavista. Elle est exempt de premier tour, l'équivalent d'un trente-deuxième de finale, comme les éditions précédentes.
À noter également, qu'avant le début de cette compétition, les Canaris ont disputé pour la première fois de leur histoire, la Supercoupe d'Afrique de l'édition 1996, après leur victoire en Coupe d'Afrique des vainqueurs de coupe en 1995, face au club sud-africain de l'Orlando Pirates, vainqueur de la Coupe d'Afrique des clubs champions en 1995. Les jaunes et verts s'étaient inclinés un but à zéro, à l'extérieur, en Afrique du Sud, manquant de peu un premier sacre pour eux et pour le football algérien dans cette compétition.
| Match   | Tour               | Club                  | Aller | Total | Retour | Club                | Match   | Buteurs de la JSK              |
| ------- | ------------------ | --------------------- | ----- | ----- | ------ | ------------------- | ------- | ------------------------------ |
| 63 (47) | Seizième de finale | JS Kabylie            | 2-0   | 4-1   | 2-1    | FC Boavista         | 64 (48) | Boubrit , Meftah / Hadj Adlane |
| 65 (49) | Huitième de finale | JS Kabylie            | 0-0   | 1-0   | 1-0    | Fantastique Burundi | 66 (50) |                                |
| 67 (51) | Quart de finale    | Petro Atlético Luanda | 1-1   | 1-2   | 0-1    | JS Kabylie          | 68 (52) | Meddane / Amrouche             |
| 69 (53) | Demi-finale        | JS Kabylie            | 1-1   | 1-2   | 0-1    | Shooting Stars FC   | 70 (54) | Dagno                          |

Les Canaris réalisent une fois de plus un parcours fantastique. Cette aventure s'arrêtera en demi-finale, face au club nigérien du Shooting Stars Football Club; pour la deuxième fois de leur histoire après l'édition 1984.
En effet, elle peut nourrir quelques regrets car, après avoir concédé le nul un but partout à domicile, la JSK s'inclinera de la plus petite des marges un but à zéro, au Nigeria, donnant au cumulé des deux matchs deux buts à un, en faveur du Shooting Stars Football Club, futur finaliste de l'épreuve.

### 2000: Coupe de la CAF
La JSK participe de nouveau à la coupe d'Afrique, après sa dernière apparition en Coupe d'Afrique des clubs champions de l'édition 1996, il y a de cela quatre ans.
Après avoir terminé la saison 1998-1999, à la deuxième place du championnat et s'être arrêtée en demi-finale de Coupe d'Algérie de football, la JSK entamera cette saison 1999-2000, par une participation en Coupe de la CAF.
Il s'agit là de sa première participation à la C3, mais sa treizième toutes compétitions africaines confondues.
Le tirage au sort des seizièmes de finale de la compétition, a désigné pour adversaire le club tchadien de l'Aslad Moundou.
En effet, à la suite du forfait de celui-ci, la JSK passe donc sans encombre le prochain tour, et est confrontée au club congolais, le TP Mazembe. Elle aborde donc véritablement sa campagne africaine au stade des huitièmes de finale.
| Match   | Tour               | Club         | Aller   | Total   | Retour        | Club          | Match   | Buteurs de la JSK                  |
| ------- | ------------------ | ------------ | ------- | ------- | ------------- | ------------- | ------- | ---------------------------------- |
| 71 (01) | Seizième de finale | JS Kabylie   | Forfait | Forfait | Forfait       | Aslad Moundou | 72 (02) |                                    |
| 73 (03) | Huitième de finale | JS Kabylie   | 5-0     | 5-2     | 0-2           | TP Mazembe    | 74 (04) | Moussouni 20 49 90 , Gasmi 36 , 59 |
| 75 (05) | Quart de finale    | JS kabylie   | 1-0     | 1-1     | 0-1 (4-1 tab) | ES Sahel      | 76 (06) | Dob                                |
| 77 (07) | Demi-finale        | Heartland FC | 1-1     | 1-2     | 0-1           | JS Kabylie    | 78 (08) | Moussouni / Ouniako ( c.s.c)       |
| 79 (09) | Finale             | Ismaily SC   | 1-1     | 1-1     | 0-0           | JS Kabylie    | 80 (10) | Bendehmane                         |

1 À la suite du forfait du club tchadien, de l'Aslad Moundou, la JSK remporte donc son seizième de finale par forfait de l'adversaire et accède donc en huitième de finale de la compétition.
Les canaries écrivent à nouveau une des plus belles pages de leur histoire. En effet, ils réalisent un tournoi de haute volée et finissent par remporter ce "premier titre" dans cette troisième compétition africaine.
Ils ont du pour cela, se défaire de la coriace formation égyptienne du Ismaily SC, par la règle des buts marqués à l'extérieur, en ayant arraché le nul en Égypte, à l'aller, sur le score d'un but partout; avant d'avoir concédé le nul ensuite, au retour, à domicile, sur le score vierge de zéro but partout.
La JSK rentre ainsi dans l'histoire du football africain, en ayant gagné la totalité des compétitions africaines.
Elle devient également à ce jour, le seul et unique club algérien à avoir remporté la Coupe d'Afrique des clubs champions (C1), la Coupe d'Afrique des vainqueurs de coupe (C2) et maintenant la Coupe de la CAF (C3).
Cette Coupe de la CAF, de l'édition 2000, qui représente sa première victoire dans cette compétition est également, le cinquième trophée africain de son histoire, après ses deux victoires en Coupe d'Afrique des clubs champions en 1981 et 1990, la Coupe d'Afrique des vainqueurs de coupe en 1995 ainsi que la Supercoupe d'Afrique en 1982 (toutes compétitions africaines confondues).

### 2001: Coupe de la CAF
En tant que tenant du titre de la compétition, la JS Kabylie entamera cette saison 2000-2001, par une nouvelle participation en Coupe de la CAF.
Il s'agit là de sa deuxième participation à la C3 et sa deuxième consécutive également, mais sa quatorzième participation africaine, en toutes confondues.
En tant que tenant du titre, la JSK ne joue pas les seizièmes de finale. Le tirage au sort des huitièmes de finale de la compétition, a désigné pour adversaire le club éthiopien du Mebrat Hail, pour ce qui serait son onzième match dans cette compétition.
| Match   | Tour               | Club                   | Aller | Total | Retour | Club        | Match   | Buteurs de la JSK            |
| ------- | ------------------ | ---------------------- | ----- | ----- | ------ | ----------- | ------- | ---------------------------- |
| 81 (11) | Huitième de finale | JS Kabylie             | 2-0   | 2-1   | 0-1    | Mebrat Hail | 82 (12) | Bendehmane et Abaci          |
| 83 (13) | Quart de finale    | Wydad AC               | 0-1   | 0-3   | 0-2    | JS Kabylie  | 84 (14) | Berguiga et Belkaid / Bezzaz |
| 85 (15) | Demi-finale        | Africa Sports National | 3-1   | 3-3   | 0-2    | JS Kabylie  | 86 (16) | Bezzaz / Berguiga et Dob     |
| 87 (17) | Finale             | ES Sahel               | 2-1   | 2-2   | 0-1    | JS Kabylie  | 88 (18) | Boubrit / Zafour             |

Une nouvelle fois, et par la même règle des buts marqués à l'extérieur, la JS Kabylie parvient à se débarrasser d'un autre concurrent arabe en finale, cette fois ci ce sera le club tunisien de l'ES Sahel, et parviendra donc à se procurer son second titre d'affilée dans la C3 continentale. En effet, la JSK écrit à nouveau une des plus belles pages de son histoire en conservant son titre en Coupe de la CAF, et signe ainsi son 6e succès continental.

### 2002: Coupe de la CAF
Une nouvelle fois en tant que tenant du titre de la compétition, la JS Kabylie entamera encore une fois cette saison 2001-2002, par une nouvelle participation en Coupe de la CAF.
Il s'agit là de sa troisième participation d'affilée à la C3, mais sa quinzième toutes compétitions africaines confondues.
En tant que tenante du titre, la JSK ne joua pas les seizièmes de finale. Le tirage au sort des huitièmes de finale de la compétition, a désigné pour adversaire le club sénégalais du ASEC Ndiambour, pour ce qui serait son dix-neuvième match dans cette compétition.
| Match   | Tour               | Club           | Aller | Total | Retour | Club             | Match   | Buteurs de la JSK                                  |
| ------- | ------------------ | -------------- | ----- | ----- | ------ | ---------------- | ------- | -------------------------------------------------- |
| 89 (19) | Huitième de finale | ASEC Ndiambour | 0-0   | 3-6   | 3-6    | JS Kabylie       | 90 (20) | Bezzaz 15e 35e 85e, Raho 49e, Dob 78e, Belkaid 90e |
| 91 (21) | Quart de finale    | JS Kabylie     | 2-1   | 2-1   | 0-0    | Djoliba AC       | 92 (22) | Meghraoui , Dob Fodil                              |
| 93 (23) | Demi-finale        | Al Masry       | 1-0   | 1-2   | 0-2    | JS Kabylie       | 94 (24) | Bendehmane 17e, Belkaid 90+2e (pen.)               |
| 95 (25) | Finale             | JS Kabylie     | 4-0   | 4-1   | 0-1    | Tonnerre Yaoundé | 96 (26) | Amaouche 1re, Berguiga 45e 84e, Driouche 61e       |

Cette fois-ci par un score fracassant de 4-0 à domicile, et non grâce à la règle des buts marqués à l'extérieur, la JS Kabylie parvient à se débarrasser cette fois-ci d'un concurrent camerounais en finale, ce sera le club camerounais du Tonnerre Yaoundé, et parviendra donc à se procurer son troisième titre d'affilée en trois participations à la C3 continentale. Avec ce troisième trophée de la Coupe de la CAF, la JSK signe aussi son 7e succès africain.
À noter que la JSK est le premier club au monde à remporter la C3 continentale trois fois d'affilée.
Cependant, des incidents sont à déplorer lors du match retour qui a vu la JSK perdre par un but à zéro, en effet, le juge de touche a été gravement touché par un jet de projectiles des supporters camerounais, ce qui a arrêté la rencontre durant plus de vingt minutes, avant qu'elle ne reprenne.

### 2003: Coupe de la CAF
Bien qu'ayant terminé le Championnat d'Algérie à la quatrième place en 2002-2003, la JSK est automatiquement qualifiée en Coupe de la CAF pour l'édition 2003.
En effet, forte de son titre l'an passé, elle se voit accorder l'honneur d'y participer pour la quatrième fois de son histoire, en qualité de « tenante du titre ». Il s'agit également de sa seizième participation toutes compétitions africaines confondues; et entame la compétition directement en huitième de finale, face au club sénégalais, le SONACOS.
| Match   | Tour               | Club       | Aller | Total | Retour | Club              | Match    | Buteurs   |
| ------- | ------------------ | ---------- | ----- | ----- | ------ | ----------------- | -------- | --------- |
| 97 (27) | Huitième de finale | SONACOS    | 1-1   | 1-1   | 0-0    | JS Kabylie        | 98 (28)  | Berguigua |
| 99 (29) | Quart de finale    | JS Kabylie | 0-0   | 1-2   | 1-2    | Cotonsport Garoua | 100 (30) | Larbi     |

Toute bonne série à une fin, la JSK triple tenante du titre est forcée de quitter la compétition dès le quart de finale.
Elle s'incline face à la formation camerounaise du Cotonsport Garoua, au match retour à l'extérieur deux buts à un, après avoir été tenue en échec à domicile zéro but partout.
Elle perd donc son trophée, face au futur finaliste de la compétition qui s'inclinera plus tard contre la formation marocaine du Raja de Casablanca, mettant ainsi fin au règne de la JSK et à sa série de trois victoires finales dans la compétition pour vingt-neuf matchs consécutifs, disputés en quatre participations sur quatre ans.
Néanmoins, la perte de son titre sera un temps atténuée par le 12e titre de « champion d'Algérie », durant la saison 2003-2004; mais en s'inclinant aussi en finale de la Coupe d'Algérie de football face à l'USM Alger manquant de peu le doublée Coupe d'Algérie-Championnat d'Algérie.
Peut être même que la JSK, aurait pu réaliser le triplé : Coupe d'Algérie - Championnat d'Algérie - Coupe de la CAF; laissant les supporters des canaris un peu sur leur faim, malgré le titre de "champion d'Algérie" après neuf années de disette nationale.

### 2005: Ligue des champions de la CAF
La JSK qui vient d'être sacrée « championne d'Algérie » de la saison 2003-2004, va de nouveau disputer la C1.
En effet, durant l'année 1997, le système change et adopte le format Ligue des Champions, sur le modèle européen. Ceci a été voulu par les instances de la CAF, dans le but de faire participer le plus grand nombre de clubs, et d'ajouter un club en plus par nation majeure du football africain de clubs.
Cette ancienne Coupe d'Afrique des clubs champions, a subi deux changements. Premièrement de 1997 à 2001, la C1 adopte le format Ligue des Champions, sur le modèle européen donc, avec l'introduction d'une phase de poule au stade des quarts de finale. Il s'agit de deux poules de quatre équipes chacune, qualifiées des huitièmes de finale, qui s'affrontent, en match aller et retour. Ensuite les premiers de chaque groupe se disputent le titre, en match aller et retour.
Deuxièmement, depuis 2002, un stade des demi-finales, est instauré, après la phase de poules. En effet, les deux premiers de chaque poules se croisent pour s'affronter en demi-finale, en match aller et retour (les premiers affrontent les deuxièmes de l'autre groupe), puis les deux vainqueurs se disputent le titre en finale aller et retour également.
La JSK absente de la C1 depuis neuf ans exactement, autrement dit depuis sa demi-finale en Coupe d'Afrique des clubs champions, en 1996, retrouve la prestigieuse compétition mais sous le format Ligue des Champions de la CAF.
Il s'agit de sa neuvième participation en C1, sa première sous le nouveau format, correspondant à la quatrième depuis l'instauration des demi-finales en 2002, mais aussi et surtout sa dix-septième toutes compétitions africaines confondues.
Étant donné que, les Canaris sont champions d'Algérie en titre et aussi en raison de leurs bons résultats en compétitions africaines, ne disputeront pas le premier tour de la compétition équivalent à un trente-deuxième de finale.
La JSK entame donc la compétition en seizième de finale, et affronte le club guinéen du Fello Star.
| Match    | Tour               | Club       | Aller | Total | Retour | Club       | Match    |
| -------- | ------------------ | ---------- | ----- | ----- | ------ | ---------- | -------- |
| 101 (55) | Seizième de finale | Fello Star | 1-0   | 1-0   | 0-0    | JS Kabylie | 102 (56) |

Après neuf ans d'absence, de la compétition, les Canaris redécouvrent une compétition et leur aventure s'achève dès les seizième de finale pour la deuxième fois de son histoire.
Elle s'incline face au Fello Star, un but à zéro en Guinée, en match aller, puis a été tenue en échec zéro but partout à domicile en match retour.

### 2006: Ligue des champions de la CAF
Bien qu'ayant terminé dauphin de l'USM Alger, lors de la victoire finale de celui-ci pour le Championnat d'Algérie 2004-2005, la JSK participe de nouveau à la Ligue des champions.
C'est la première fois de son histoire qu'elle participe à la compétition en qualité de "vice-champion d'Algérie". Le format de la compétition ayant changer, et comme l'Algérie possède le droit de faire participer deux de ses représentants, correspondants aux deux premiers du dernier championnat d'Algérie de football, les Canaris évoluent donc pour la dixième fois de leur histoire dans cette prestigieuse compétition africaine des clubs.
C'est sa deuxième année consécutive en C1, correspondant au cinquième du format ayant inclus des demi-finales, mais également à sa seizième toutes compétitions africaines confondues.
La JSK comme l'USMA, vont commencer la compétition par un premier tour, équivalent à un trente-deuxième de finale. Il s'agit du premier trente-deuxième de finale de son histoire en C1, ce qui est assez remarquable pour un club ayant déjà concouru à dix éditions, sans jamais avoir eu ce tour. Cela peut s'expliquer par de nombreux éléments; tout d'abord, la JSK a terminé dauphin de la saison passée.
Certes il s'agit d'une équipe ayant fait d'excellents résultats par le passé, mais la saison dernière, la JSK qui revenait après neuf ans d'absence échoua dès son premier tour correspondant au seizième de finale de la compétition. Elle fut exempt de ce premier tour, car à sa dernière participation, il y a neuf ans, sous le format Coupe d'Afrique des clubs champions, elle s'était arrêté en demi-finale de la compétition.
Les Canaris entament la compétition pour la première fois de leur histoire, au premier tour, soit le trente-deuxième de finale, face au club libyen Al Ahly Tripoli, champion de Libye.
| Match    | Tour                      | Club               | Aller | Total | Retour | Club               | Match    |
| -------- | ------------------------- | ------------------ | ----- | ----- | ------ | ------------------ | -------- |
| 103 (57) | Trente-deuxième de finale | Al Ittihad Tripoli | 1-1   | 1-5   | 0-4    | JS Kabylie         | 104 (58) |
| 105 (59) | Seizième de finale        | Zanaco FC          | 1-0   | 1-3   | 0-3    | JS Kabylie         | 106 (60) |
| 107 (61) | Huitième de finale        | JS Kabylie         | 3-1   | 3-2   | 0-1    | Raja de Casablanca | 108 (62) |

La compétition se déroule très bien pour la JSK; elle se débarrasse en trente-deuxième de finale et en seizième de finale, respectivement Al Ahly Tripoli et une vieille connaissance le club zambien le Zanaco FC qui lui réussissent plutôt bien. Le club du Djrudjura n'avait jamais été loin en C1 sous ce nouveau format, c'est déjà historique pour la JSK.
Puis viens le huitième de finale de la compétition, où elle est opposée à la formation marocaine du Raja de Casablanca "champion du Maroc" en titre. Dans un "derby maghrébin", elle se qualifie pour la phase de poule des quarts de finale de la compétition, en réussissant l'exploit de s'imposer un but à zéro en match retour au Maroc, après s'être imposé à l'aller trois buts à un.
- Phase de poules des Quarts de finale (Groupe A)

Il s'agit de sa première participation à la fameuse poule des quarts de finale de la compétition. Après sa brillante qualification face aux marocains du Raja de Casablanca; le tirage au sort de cette phase de poule, la place dans le Groupe A, l'un de ces deux groupes des quarts de finale.
En effet, la JSK se retrouve en compagnie de grands ténors du football africain que sont: l'Asante Kotoko "champion du Ghana" en titre, le CS Sfax "champion de Tunisie" en titre et Al Ahly SC "champion d'Égypte" en titre.
Les rencontres se dérouleront en été, en match aller et retour, et seul les deux premiers du groupe A seront qualifiés pour les demi-finales de la compétition.
| Match    | Tour                                       | Club       | Aller | Total | Retour | Club          | Match    |
| -------- | ------------------------------------------ | ---------- | ----- | ----- | ------ | ------------- | -------- |
| 109 (63) | Phase de poules, quart de finale, groupe A | JS Kabylie | 1-0   | 2-2   | 1-2    | Asante kotoko | 110 (64) |
| 111 (65) | Phase de poules, quart de finale, groupe A | Al Ahly SC | 2-0   | 4-2   | 2-2    | JS Kabylie    | 112 (66) |
| 113 (67) | Phase de poules, quart de finale, groupe A | JS Kabylie | 0-1   | 0-3   | 0-2    | CS Sfax       | 114 (68) |

La phase de poule des quarts de finale de ce Groupe A se déroulent en deux phases, soit une aller et une autre retour. La JSK pour la phase aller, reçoit en première journée l'Asante Kotoko (1-0), se déplace pour le compte de la deuxième journée en Égypte pour affronter Al Ahly SC (2-0), et enfin reçoit le CS Sfax en troisième et dernière journée de cette phase (0-1).
Puis la phase retour, la JSK juste après avoir reçu le CS Sfax à domicile se déplace chez elle en Tunisie pour la quatrième journée de cette poule (2-0), puis reçoit Al Ahly à domicile en cinquième journée (2-2), et effectue un dernier déplacement pour la sixième et dernière journée au Ghana afin d'affronter de nouveau l'Asante kotoko (2-1).
- Classement du Groupe A

Le classement de ce Groupe A comptant pour les quarts de finale, après six rencontres disputées entre ces quatre équipes issues des huitièmes de finale est le suivant :
| rang | club          | joués | V | N | D | bp | bc | diff | pts | pays                  |
| ---- | ------------- | ----- | - | - | - | -- | -- | ---- | --- | --------------------- |
| 1    | CS Sfax       | 6     | 4 | 0 | 2 | 9  | 7  | +2   | 12  | Drapeau de la Tunisie |
| 2    | Al Ahly SC    | 6     | 3 | 2 | 1 | 10 | 4  | +6   | 11  | Drapeau de l'Égypte   |
| 3    | Asante Kotoko | 6     | 2 | 1 | 3 | 7  | 10 | -3   | 7   | Drapeau du Ghana      |
| 4    | JS Kabylie    | 6     | 1 | 1 | 4 | 4  | 9  | -5   | 4   | Drapeau de l'Algérie  |

La JSK pour sa deuxième participation consécutive en Ligue des champions, réalise un meilleur parcours que l'édition précédente où elle fut éliminée dès les seizièmes de finale, en accédant pour la première fois à la phase de poule des quarts de finale de cette compétition.
Son manque d'expérience au plus haut niveau de la compétition qui a énormément changé lui fait prendre conscience de ses carences pour cette phase critique de la compétition. Elle termine quatrième de ce groupe A, dominé par le CS Sfax futur finaliste de cette édition, avec un total assez faible de quatre points seulement au compteur, en ayant réalisé une victoire, un match nul et quatre défaites.
Petite consolation tout de même, avant de commencer cette phase de groupe la JSK venait de remporter pour la treizième fois de son histoire le Championnat d'Algérie de l'édition 2005-2006, et donc est automatiquement qualifiée pour la prochaine édition de la Ligue des champions.

### 2007: Ligue des champions de la CAF
La JSK sort d'une saison riche en rebondissement, elle a remporté son treizième titre de champion d'Algérie, mais s'est incliné dans la phase de poule des quarts des finales de l'édition 2006, de la Ligue des champions. C'était sa première expérience à ce niveau de la compétition dans le nouveau format de la C1.
Pour cette saison 2006-2007, la JSK est encore en lutte pour le titre lorsqu'elle entame la compétition en Ligue des champions, le 28 janvier 2006. Elle commencera la compétition, au premier tour une fois de plus, l'équivalent des trente-deuxième de finale, et sera opposé pour son premier match face à la formation guinéenne du CF Balantas.
Malgré son statut de "champion d'Algérie" en titre, et de "quart de finaliste" de l'édition précédente, la JSK dispute donc son deuxième trente-deuxième de finale de son histoire, pour sa troisième participation consécutive. Il s'agit également de sa onzième participation à cette prestigieuse compétition, mais dix-septième toutes compétitions africaines confondues.
À noter également que son dauphin de la saison passée, le second représentant algérien de la compétition, l' USMA, participera pour la 3e fois à la compétition face au club nigérien l'AS FNIS, pour le compte également des trente-deuxième de finale.
| Match    | Tour                      | Club              | Aller | Total | Retour | Club        | Match    |
| -------- | ------------------------- | ----------------- | ----- | ----- | ------ | ----------- | -------- |
| 115 (69) | Trente-deuxième de finale | JS Kabylie        | 3-1   | 4-3   | 1-2    | CF Balantas | 116 (70) |
| 117 (71) | Seizième de finale        | AS Mangasport     | 3-1   | 3-4   | 0-3    | JS Kabylie  | 118 (72) |
| 119 (73) | Huitième de finale        | Cotonsport Garoua | 1-0   | 1-2   | 0-2    | JS Kabylie  | 120 (74) |

Après avoir vaincu l'inconnu guinéen du CF Balantas en trente-deuxième de finale, la JSK s'est brillamment imposé en seizième de finale face à la redoutable formation gabonaise de l'AS Mangasport. Elle conclut cette première phase en s'imposant de nouveau face à un ténor de la compétition, les camerounais du Cotonsport Garoua, au retour à domicile deux buts à zéro après s'être incliné à l'aller un but à zéro à l'extérieur; et se qualifie donc pour la phase de poule des quarts de finale de la compétition.
C'est la deuxième fois de son histoire qu'elle accède à ce stade de la compétition et qui plus est la deuxième fois consécutivement pour cette phase de poule des quarts de finale.
- Phase de poules des Quarts de finale (Groupe A)

Il s'agit de sa deuxième participation à la fameuse poule des quarts de finale de la compétition. Après sa brillante qualification face aux camerounais du Cotonsport Garoua; le tirage au sort de cette phase de poule, la place dans le Groupe A, l'un de ces deux groupes des quarts de finale.
La JSK se retrouve cette fois en compagnie uniquement de clubs maghrébins que sont: Al Ittihad Tripoli "champion de Libye" en titre, le FAR de Rabat "champion du Maroc" en titre et l'ES Sahel "champion de Tunisie" en titre.
Cette édition 2007 de la Ligue des champions, montre la bonne forme et la puissance du football nord-africain, avec un Groupe A uniquement constitué de ses représentants, promettant de beaux "derbys maghrébins" en perspective.
Les rencontres se dérouleront en été, en match aller et retour, et seuls les deux premiers du groupe A seront qualifiés pour les demi-finales de la compétition.
| Match    | Tour                                       | Club               | Aller | Total | Retour | Club         | Match    |
| -------- | ------------------------------------------ | ------------------ | ----- | ----- | ------ | ------------ | -------- |
| 121 (75) | Phase de poules, quart de finale, groupe A | Al Ittihad Tripoli | 1-0   | 2-3   | 1-3    | JS Kabylie   | 122 (76) |
| 123 (77) | Phase de poules, quart de finale, groupe A | JS Kabylie         | 2-0   | 3-1   | 1-1    | FAR de Rabat | 124 (78) |
| 125 (79) | Phase de poules, quart de finale, groupe A | ES Sahel           | 3-0   | 5-0   | 2-0    | JS Kabylie   | 126 (80) |

La phase de poule des quarts de finale de ce Groupe A se déroulent en deux phases, soit une aller et une autre retour. La JSK pour la phase aller, se déplace, en Libye en première journée afin d'affronter Al Ittihad Tripoli (1-0), reçoit pour le compte de la deuxième journée le FAR de Rabat (2-0), et enfin se déplace en Tunisie pour affronter l' ES Sahel en troisième et dernière journée de cette phase (3-0).
Puis la phase retour, la JSK juste après s'être déplacée chez l' ES Sahel; la reçoit chez elle à domicile pour la quatrième journée de cette poule (0-2), puis reçoit Al Ittihad Tripoli en cinquième journée (3-1), et effectue un dernier déplacement pour la sixième et dernière journée au Maroc afin d'affronter de nouveau le FAR de Rabat (1-1).
- Classement du Groupe A

Le classement de ce Groupe A comptant pour les quarts de finale, après six rencontres disputées entre ces quatre équipes issues des huitièmes de finale est le suivant :
| rang | club               | joués | V | N | D | bp | bc | diff | pts | pays                  |
| ---- | ------------------ | ----- | - | - | - | -- | -- | ---- | --- | --------------------- |
| 1    | ES Sahel           | 6     | 3 | 2 | 1 | 6  | 2  | +4   | 11  | Drapeau de la Tunisie |
| 2    | Al Ittihad Tripoli | 6     | 3 | 1 | 2 | 6  | 4  | +2   | 10  | Drapeau de la Libye   |
| 3    | JS Kabylie         | 6     | 2 | 1 | 3 | 6  | 8  | -2   | 7   | Drapeau de l'Algérie  |
| 4    | FAR de Rabat       | 6     | 1 | 2 | 3 | 2  | 6  | -4   | 5   | Drapeau du Maroc      |

La JSK pour sa troisième participation consécutive en Ligue des champions, la deuxième à ce stade de la compétition, réalise un meilleur parcours que l'édition précédente où elle termina quatrième de son groupe des quarts de finale. En effet, contrairement à la saison passée, elle gagne une place de mieux, terminant troisième de son groupe dans cette phase de poule.
Elle a acquis un peu plus d'expérience au plus haut niveau de la compétition qui a énormément changé mais cela demeure insuffisant pour cette phase critique de la compétition. Bien qu'elle finisse troisième de ce groupe A, son bilan total reste assez faible, avec sept points seulement au compteur, en ayant réalisé deux victoires, un match nul et trois défaites.
Petite consolation tout de même, avant de commencer cette phase de groupe la JSK venait de terminer pour la huitième fois de son histoire "vice-championne d'Algérie" de l'édition 2006-2007 du Championnat d'Algérie. Certes, ce n'est pas un titre mais grâce à cela elle est donc automatiquement qualifiée pour la prochaine édition de la Ligue des champions.
Quant à l'USMA, l'autre représentant algérien, afin d'être complet sur cette compétition, il faut savoir que les usmistes se sont fait sortir dès les trente-deuxièmes de finale, par le club nigérien de l'AS FNIS, une fois de plus par la règle des buts marqués à l'extérieur après une égalité parfaite au cumulé des deux matchs de trois buts partout.

### 2008: Ligue des champions de la CAF et Coupe de la confédération
La JSK venait de terminer une saison épuisante où elle termina deuxième du championnat d'Algérie, pour la huitième fois de son histoire, et s'était inclinée dans la phase de poule des quarts des finales de l'édition 2007, de la Ligue des champions, pour la deuxième fois consécutivement. C'était sa deuxième expérience à ce niveau de la compétition dans le nouveau format de la C1. Elle s'apprête cette saison, à disputer une fois de plus la prestigieuse "Ligue des Champions d'Afrique" qui sera particulière, en raison de son échec en huitième de finale et de son apparition en « Coupe de la Confédération », à la suite de son reversement dans cette seconde compétition africaine.

#### Ligue des champions de la CAF
Pour cette saison 2007-2008, la JSK est encore en lutte pour le titre lorsqu'elle entama la compétition en Ligue des champions, le 21 mars 2008. Elle commencera la compétition, au deuxième tour cette fois-ci, l'équivalent des seizièmes de finale. En effet elle sera exempt de premier tour, en raison de ses bons résultats lors des éditions précédentes, malgré son statut de dauphin du "Champion d'Algérie", l'ES Sétif. Pour son premier match elle sera opposée à la formation ghanéenne de l'Ashanti Gold SC.
Malgré son statut de "vice-champion d'Algérie" en titre, et de "quart-de-finaliste" de l'édition précédente, la JSK dispute donc son douzième seizième de finale de son histoire, pour sa quatrième participation consécutive. C'est la dixième fois de son histoire que le club aborde la C1 par le stade des seizièmes de finale de la compétition, mais la deuxième fois seulement dans le format Ligue des Champions.
| Match    | Tour               | Club              | Aller | Total | Retour | Club            | Match    |
| -------- | ------------------ | ----------------- | ----- | ----- | ------ | --------------- | -------- |
| 127 (81) | Seizième de finale | JS Kabylie        | 3-0   | 3-0   | 0-0    | Ashanti Gold SC | 128 (82) |
| 129 (83) | Huitième de finale | Cotonsport Garoua | 3-0   | 4-2   | 1-2    | JS Kabylie      | 130 (84) |

Après avoir vaincu le club ghanéen de l'Ashanti Gold SC en seizième de finale, la JSK est finalement battue en huitième de finale face à la redoutable formation camerounaise du Cotonsport Garoua. Elle conclut donc cette première phase en s'inclinant face aux camerounais sur le score de trois buts à zéro, à l'aller au Cameroun, malgré une victoire deux buts à un au retour, à domicile. La JSK ne se qualifie donc pas pour la phase de poule des quarts de finale de la compétition, mais sera reversée dans la seconde compétition africaine des clubs, la "Coupe de la Confédération".
C'est la quatrième fois de son histoire que la JSK s'arrête en huitième de finale de la C1, mais la première fois dans le nouveau système "Ligue des Champions".

#### Coupe de la confédération
Malgré son échec en huitième de finale de la "Ligue des Champions", la JSK continuera la compétition africaine en étant reversée en Coupe de la confédération. En effet, comme le prévoit le règlement de la CAF, toutes équipes ayant échouer en huitième de finale de la Ligue des Champions, obtient le droit de disputer un barrage avec une équipe jouant la Coupe de la Confédération. C'est l'équivalent d'un huitième de finale de la compétition, pour pouvoir disputer la phase de poules des quarts de finale de cette seconde coupe d'Afrique. C'est la première fois que la JSK dispute la compétition sous le format Coupe de la Confédération.
Ce système a été calquer sur le modèle européen, où les équipes africaines reversées contrairement aux équipes européennes, le sont au stade des huitièmes de finale et non des seizièmes de finale. Il s'agit de sa première dans cette compétition. Le hasard du tirage lui donne comme adversaire, un autre club camerounais du nom de Astres FC. C'est une jeune équipe qui n'a même pas six ans d'existence, mais redoutable en raison de son statut de quart-de-finaliste de l'édition précédente de la "Coupe de la Confédération".
| Match    | Tour               | Club       | Aller | Total | Retour | Club      | Match    |
| -------- | ------------------ | ---------- | ----- | ----- | ------ | --------- | -------- |
| 131 (01) | Huitième de finale | JS Kabylie | 1-1   | 2-1   | 1-0    | Astres FC | 132 (02) |

Cette saison-là, il semblerait que la JSK éprouva certaines difficultés avec les clubs camerounais, en témoigne ce huitième de finale de la Coupe de la Confédération qui ne fut pas assez simple. À l'aller, à domicile l' équipe du Djurdjura est accrochée sur le score d'un but partout.
Les observateurs du football algérien et africain lui prédisent un match retour difficile, voire la défaite. Il n'en sera rien, car la JSK réussira l'exploit, à l'extérieur, de remporter ce match sur le score d'un but à zéro, donnant au cumulé des deux matchs deux buts à un et donc la qualification pour la phase de poule des quarts de finale de la compétition.
- Phase de poules des quarts de finale (Groupe B)

Après avoir vaincu le club camerounais du nom de Astres FC en huitième de finale, la JSK se qualifie donc pour la phase de poule des quarts de finale de la compétition.
C'est la première fois de son histoire qu'elle accède à ce stade de la compétition sous ce nouveau format, mais il s'agit aussi de son cinquième quart-de-finale, en cinq éditions de la "Coupe de la CAF" ou "Coupe de la Confédération".
Il s'agit de sa troisième participation à la fameuse poule des quarts de finale toutes compétitions africaines confondues. Après sa brillante qualification, le tirage au sort de cette phase de poule, la place dans le Groupe B, l'un de ces deux groupes des quarts de finale.
La JSK se retrouve cette fois-ci en compagnie de deux clubs musulmans que sont: Al Merreikh "Vainqueur de la Coupe du Soudan de football" en titre, l'ES Sahel "champion de Tunisie" en titre. Et un club d'Afrique Noir, l'Asante Kotoko club ghanéen.
Cette édition 2008 de la "Coupe de la confédération", montre la bonne forme et la puissance du football nord-africain, avec un Groupe B constitué de deux de ses représentants, et un Groupe A, avec trois également, soit cinq clubs maghrébins dans ces phases de poules.
Les rencontres se dérouleront en été, en match aller et retour, et seul le premier du Groupe B sera qualifié pour la finale de la compétition.
| Match    | Tour                                       | Club          | Aller | Total | Retour | Club       | Match    |
| -------- | ------------------------------------------ | ------------- | ----- | ----- | ------ | ---------- | -------- |
| 133 (03) | Phase de poules, quart de finale, groupe B | Al Merreikh   | 3-1   | 4-4   | 1-3    | JS Kabylie | 134 (04) |
| 135 (05) | Phase de poules, quart de finale, groupe B | JS Kabylie    | 1-0   | 1-2   | 0-2    | ES Sahel   | 136 (06) |
| 137 (07) | Phase de poules, quart de finale, groupe B | Asante Kotoko | 3-1   | 3-3   | 0-2    | JS Kabylie | 138 (08) |

La phase de poule des quarts de finale de ce Groupe B se déroule en deux phases, soit une aller et une autre retour. La JSK pour la phase aller, se déplace, au Soudan en première journée afin d'affronter Al Merreikh Omdurman (3-1), reçoit pour le compte de la deuxième journée l' ES Sahel (1-0), et enfin se déplace au Ghana pour affronter l' Asante Kotoko en troisième et dernière journée de cette phase (3-1).
Puis la phase retour, la JSK juste après s'être déplacée chez l' Asante Kotoko; la reçoit chez elle à domicile pour la quatrième journée de cette poule (2-0), puis reçoit Al Merreikh Omdurman en cinquième journée (3-1), et effectue un dernier déplacement pour la sixième et dernière journée en Tunisie afin d'affronter de nouveau l' ES Sahel (0-2).
- Classement du Groupe B

Le classement de ce Groupe B comptant pour les quarts de finale, après six rencontres disputées entre ces quatre équipes issues des huitièmes de finale est le suivant :
| R | Club          | J | V | N | D | bp | bc | diff | pts | pays                  |
| - | ------------- | - | - | - | - | -- | -- | ---- | --- | --------------------- |
| 1 | ES Sahel      | 6 | 3 | 1 | 2 | 8  | 6  | +2   | 10  | Drapeau de la Tunisie |
| 2 | Al Merreikh   | 6 | 3 | 0 | 3 | 9  | 8  | +1   | 9   | Drapeau du Soudan     |
| 3 | JS Kabylie    | 6 | 3 | 0 | 3 | 8  | 9  | -1   | 9   | Drapeau de l'Algérie  |
| 4 | Asante Kotoko | 6 | 2 | 1 | 3 | 7  | 9  | -2   | 7   | Drapeau du Ghana      |

La JSK pour sa quatrième participation consécutive en "Ligue des champions", échoua en huitième de finale la de la compétition. C'est la première fois qu'elle fut reversée dans la seconde coupe africaine, l'ex C3 devenu "Coupe de la Confédération". Elle réalisa donc un parcours mitigé en C1 qui est clairement moins bon que l'édition précédente où elle termina troisième de son groupe des quarts de finale. Néanmoins, elle obtient une seconde chance de continuer une compétition africaine, en ayant le droit de disputer un huitième de finale de la "Coupe de la Confédération". Elle gagnera son match face à un club camerounais et se qualifiera pour la phase de poule des quarts de finale de la seconde compétition africaine.
Il s'agissait de sa première phase de poule dans le nouveau système de la compétition "Coupe de la Confédération". Elle acquit cependant un peu plus d'expérience au plus haut niveau de la seconde compétition africaine qui a énormément changé mais cela demeure insuffisant pour cette phase critique de la compétition. Bien qu'elle finisse troisième de ce groupe B, son bilan total de neuf points au compteur, en ayant réalisé trois victoires et trois défaites, ne lui permettra pas de disputer la finale de la compétition.
Ce fut un groupe extrêmement serrer, ou les trois premières équipes se tenaient en un point. L'arbitrage a été pour beaucoup le principal responsable de cette situation. En effet cette phase de poule s'est caractérisée par ce qu'on appelle dans le football africaine, des "arbitrages maisons", où l'équipe évoluant à domicile était souvent avantagée ou favorisée. Pour sortir vainqueur de ce groupe il fallait clairement prendre des points à l'extérieur ce qu'avait réussit le vainqueur de ce groupe, avec dix points au compteur, le club tunisien de l' Étoile Sportive du Sahel, futur vainqueur de l'épreuve, en arrachant une précieuse victoire au Soudan. Le dernier match de ce Groupe 'B fut déterminant pour la JSK; si elle réussit à vaincre l' ÉS Sahel, elle devient finaliste, même un nul pourrait l'envoyer en finale.
Finalement, malgré la présence de deux cents supporters kabyles et une superbe prestation technique, où elle domina toute la rencontre; le match de la JS Kabylie, sera faussé par l' "arbitrage maison" qui favorisa l'équipe tunisienne évoluant chez elle. Elle sera même sanctionnée de carton rouge, l'obligeant à terminer la partie en infériorité numérique, qui s'est soldé par une victoire du club tunisien sur le score de deux buts à zéro. Le club phare de la ville de Tizi-Ouzou, finira même à la troisième place du classement, bien qu'ayant le même nombre de points que le club soudanais Al Merreikh à la suite de sa victoire sur l' Asante Kotoko, mais avec un moins bon goal average.
La saison suivante, le règlement changera et un stade des demi-finales sera instauré à la suite de cette phase de poule des quarts-de-finale de la compétition, comme sur le modèle de sa grande sœur la « Ligue des Champions », où cette fois-ci, les deux premiers de chaque groupe, s'affronteront en se croisant (le premier rencontre le second de l'autre groupe) pour désigner les deux finalistes qui se disputeront le titre. Toutefois, même si ce système avait été mis en place lors de cette saison, et quand bien même il aurait exister, la JS Kabylie en qualité de troisième n'aurait pas pu prendre part à ses demi-finales. Donc la JS Kabylie ne peut nourrir aucune regret concernant cette ultime changement, seule sa défaite en Tunisie, a été rageante car une victoire aurait été synonyme de finale et d'un "possible quatrième titre".
Petite consolation tout de même, avant de commencer cette phase de groupe la JSK venait de remporter pour la quatorzième fois de son histoire le titre de "Championne d'Algérie", lors de l'édition 2007-2008 du Championnat d'Algérie. Ce nouveau titre assoit un peu plus sa domination dans le championnat en termes de victoires, car ses plus proches poursuivants, le MC Alger et le CR Belouizdad n'en sont qu'à six titres. Grâce au gain de ce nouveau titre, elle est donc automatiquement qualifiée pour la prochaine édition de la Ligue des champions.
Quant à l'ES Sétif, l'autre représentant algérien, afin d'être complet sur cette compétition, il faut savoir que les Ententistes se sont fait sortir dès le deuxième tour de la compétition, l'équivalent des seizièmes de finale de la compétition, par le club marocain de l'OC Khouribga, aux tirs au but sur le score de trois buts à zéro, après une égalité parfaite au cumulé des deux matchs de deux buts partout.
En "Coupe de la Confédération", il y avait également deux autres représentants algériens, mais qui ont été éliminés juste avant l'arrivée de la JSK cette saison dans cette seconde compétition africaine. Il s'agit du MC Alger "Vainqueur" de la Coupe d'Algérie de l'édition 2006-2007; et de la JSM Bejaïa "Troisième" du Championnat d'Algérie de l'édition 2006-2007.
Le club mouloudéen, s'est fait sortir dès le deuxième tour de la compétition, l'équivalent des seizièmes de finale, par le club égyptien du nom de Haras El-Hedood, sur le score d'un but un zéro en Égypte, après avoir concédé le nul zéro but partout à domicile. Quant à l'autre club kabyle, le club phare de la Soummam, s'est fait également sortir au même stade de la compétition, par le club tunisien futur finaliste de l'épreuve, du nom de CS Sfax, sur le score d'un but zéro en Tunisie, et en ayant concéder le match nul un but partout au retour, à domicile.

### 2009: Ligue des champions de la CAF
| Match    | Tour               | Club       | Aller | Total | Retour | Club            | Match    |
| -------- | ------------------ | ---------- | ----- | ----- | ------ | --------------- | -------- |
| 139 (85) | Seizième de finale | JS Kabylie | 1-2   | 1-3   | 0-1    | Al Ahly Tripoli | 140 (86) |

### 2010: Ligue des champions de la CAF
| Match    | Tour                      | Club          | Aller | Total | Retour | Club                  | Match    |
| -------- | ------------------------- | ------------- | ----- | ----- | ------ | --------------------- | -------- |
| 141 (87) | Trente-deuxième de finale | Armed Forces  | 1-2   | 1-5   | 0-3    | JS Kabylie            | 142 (88) |
| 143 (89) | Seizième de finale        | Club africain | 1-1   | 1-2   | 0-1    | JS Kabylie            | 144 (90) |
| 145 (91) | Huitième de finale        | JS Kabylie    | 2-0   | 3-2   | 1-2    | Petro Atlético Luanda | 146 (92) |

- Phase de poules des quarts de finale (Groupe B).

| Match    | Tour                                       | Club       | Aller | Total | Retour | Club         | Match    |
| -------- | ------------------------------------------ | ---------- | ----- | ----- | ------ | ------------ | -------- |
| 147 (93) | Phase de poules, quart de finale, groupe B | Ismaily SC | 0-1   | 0-2   | 0-1    | JS Kabylie   | 148 (94) |
| 149 (95) | Phase de poules, quart de finale, groupe B | JS Kabylie | 1-0   | 2-1   | 1-1    | Heartland FC | 150 (96) |
| 151 (97) | Phase de poules, quart de finale, groupe B | JS Kabylie | 1-0   | 2-1   | 1-1    | Al Ahly SC   | 152 (98) |

- Classement du groupe B.

| R | Club       | J | V | N | D | bp | bc | diff | pts | pays                 |
| - | ---------- | - | - | - | - | -- | -- | ---- | --- | -------------------- |
| 1 | JS Kabylie | 6 | 4 | 2 | 0 | 6  | 2  | +4   | 14  | Drapeau de l'Algérie |
| 2 | Al Ahly SC | 6 | 2 | 2 | 2 | 8  | 9  | -1   | 8   | Drapeau de l'Égypte  |
| 3 | Ismaily SC | 6 | 2 | 0 | 4 | 7  | 8  | -1   | 6   | Drapeau de l'Égypte  |
| 4 | Heartland  | 6 | 1 | 2 | 3 | 5  | 7  | -2   | 5   | Drapeau du Nigeria   |

- Phase Finale.

| Match    | Tour        | Club       | Aller | Total | Retour | Club       | Match     |
| -------- | ----------- | ---------- | ----- | ----- | ------ | ---------- | --------- |
| 153 (99) | Demi-finale | TP Mazembe | 3-1   | 3-1   | 0-0    | JS Kabylie | 154 (100) |

### 2011: Coupe de la confédération
| Match    | Tour                     | Club        | Aller | Total | Retour        | Club             | Match    |
| -------- | ------------------------ | ----------- | ----- | ----- | ------------- | ---------------- | -------- |
| 155 (09) | Seizième de finale       | JS Kabylie  | 1-0   | 3-1   | 2-1           | FC Tevragh Zeïna | 156 (10) |
| 157 (11) | Huitième de finale       | Missiles FC | 3-0   | 3-3   | 0-3 (0-3 tab) | JS Kabylie       | 158 (12) |
| 159 (13) | Huitième de finale (bis) | ASC Diaraf  | 1-1   | 1-3   | 0-2           | JS Kabylie       | 160 (14) |

- Phase de poules des quarts de finale (Groupe B).

| Match    | Tour                                       | Club           | Aller | Total | Retour | Club                     | Match    |
| -------- | ------------------------------------------ | -------------- | ----- | ----- | ------ | ------------------------ | -------- |
| 161 (15) | Phase de poules, quart de finale, groupe B | Maghreb de Fès | 1-0   | 2-0   | 1-0    | JS Kabylie               | 162 (16) |
| 163 (17) | Phase de poules, quart de finale, groupe B | JS Kabylie     | 1-2   | 1-3   | 0-1    | Sunshine Stars           | 164 (18) |
| 165 (19) | Phase de poules, quart de finale, groupe B | JS Kabylie     | 0-2   | 0-4   | 0-2    | Daring Club Motema Pembe | 166 (20) |

- Classement du Groupe B.

| R | Club                     | J | V | N | D | bp | bc | diff | pts | pays                                           |
| - | ------------------------ | - | - | - | - | -- | -- | ---- | --- | ---------------------------------------------- |
| 1 | Maghreb de Fès           | 6 | 4 | 2 | 0 | 8  | 2  | +6   | 14  | Drapeau du Maroc                               |
| 2 | Sunshine Stars           | 6 | 3 | 2 | 1 | 6  | 3  | +3   | 11  | Drapeau du Nigeria                             |
| 3 | Daring Club Motema Pembe | 6 | 2 | 2 | 2 | 5  | 6  | -1   | 8   | Drapeau de la république démocratique du Congo |
| 4 | JS Kabylie               | 6 | 0 | 0 | 6 | 1  | 9  | -8   | 0   |                                                |

### 2017: Coupe de la confédération
| Match    | Tour              | Club                    | Aller | Total | Retour | Club       | Match    |
| -------- | ----------------- | ----------------------- | ----- | ----- | ------ | ---------- | -------- |
| 167 (21) | Tour préliminaire | Monrovia Club Breweries | 3-0   | 3-4   | 0-4    | JS Kabylie | 168 (22) |
| 169 (23) | Premier tour      | Étoile du Congo         | 0-1   | 0-1   | 0-0    | JS Kabylie | 170 (24) |
| 171 (25) | Deuxième tour     | TP Mazembe              | 2-0   | 2-0   | 0-0    | JS Kabylie | 172 (26) |

### 2019-2020: Ligue des champions de la CAF
| Match     | Tour              | Club       | Aller | Total | Retour        | Club        | Match     |
| --------- | ----------------- | ---------- | ----- | ----- | ------------- | ----------- | --------- |
| 173 (101) | Tour préliminaire | JS Kabylie | 1-0   | 3-3   | 2-3           | Al Merreikh | 174 (102) |
| 175 (103) | Premier tour      | JS Kabylie | 2-0   | 2-2   | 0-2 (5-3 tab) | Horoya AC   | 176 (104) |

- Phase de poules (Groupe D).

| Match     | Tour                          | Club            | Score | Club            |
| --------- | ----------------------------- | --------------- | ----- | --------------- |
| 177 (105) | Phase de poules, 1er journée  | JS Kabylie      | 1-0   | AS Vita Club    |
| 178 (106) | Phase de poules, 2eme journée | ES Tunis        | 1-0   | JS Kabylie      |
| 179 (107) | Phase de poules, 3eme journée | Raja Casablanca | 2-0   | JS Kabylie      |
| 180 (108) | Phase de poules, 4eme journée | JS Kabylie      | 0-0   | Raja Casablanca |
| 181 (109) | Phase de poules, 5eme journée | AS Vita Club    | 4-1   | JS Kabylie      |
| 182 (110) | Phase de poules, 6eme journée | JS Kabylie      | 1-0   | ES Tunis        |

- Classement du Groupe D.

| R | Club            | J | V | N | D | bp | bc | diff | pts | pays                                           |
| - | --------------- | - | - | - | - | -- | -- | ---- | --- | ---------------------------------------------- |
| 1 | ES Tunis        | 6 | 3 | 2 | 1 | 7  | 3  | +4   | 11  | Drapeau de la Tunisie                          |
| 2 | Raja Casablanca | 6 | 3 | 2 | 1 | 6  | 4  | +2   | 11  | Drapeau du Maroc                               |
| 3 | JS Kabylie      | 6 | 2 | 1 | 3 | 3  | 7  | -4   | 7   |                                                |
| 4 | AS Vita Club    | 6 | 1 | 1 | 4 | 4  | 6  | -2   | 4   | Drapeau de la république démocratique du Congo |

### 2020-2021: Coupe de la confédération
| Match    | Tour         | Club         | Aller | Total | Retour | Club       | Match    |
| -------- | ------------ | ------------ | ----- | ----- | ------ | ---------- | -------- |
| 183 (27) | Premier tour | USGN         | 1-2   | 1-4   | 0-2    | JS Kabylie | 184 (28) |
| 185 (29) | Barrage      | Stade Malien | 2-1   | 2-2   | 0-1    | JS Kabylie | 186 (30) |

- Phase de poules (Groupe B).

| Match    | Tour                          | Club           | Score | Club           |
| -------- | ----------------------------- | -------------- | ----- | -------------- |
| 187 (31) | Phase de poules, 1er journée  | JS Kabylie     | 1-0   | Coton Sport FC |
| 188 (32) | Phase de poules, 2eme journée | Napsa Stars    | 2-2   | JS Kabylie     |
| 189 (33) | Phase de poules, 3eme journée | RS Berkane     | 0-0   | JS Kabylie     |
| 190 (34) | Phase de poules, 4eme journée | JS Kabylie     | 0-0   | RS Berkane     |
| 191 (35) | Phase de poules, 5eme journée | Coton Sport FC | 1-2   | JS Kabylie     |
| 192 (36) | Phase de poules, 6eme journée | JS Kabylie     | 2-1   | Napsa Stars    |

- Classement du Groupe B.

| R | Club           | J | V | N | D | bp | bc | diff | pts | pays |
| - | -------------- | - | - | - | - | -- | -- | ---- | --- | ---- |
| 1 | JS Kabylie     | 6 | 3 | 3 | 0 | 7  | 4  | +3   | 12  |      |
| 2 | Coton Sport FC | 6 | 3 | 0 | 3 | 10 | 6  | +4   | 9   |      |
| 3 | RS Berkane     | 6 | 2 | 2 | 2 | 4  | 4  | 0    | 8   |      |
| 4 | Napsa Stars    | 6 | 1 | 1 | 4 | 5  | 12 | -7   | 4   |      |

- Quart de finale.

| Match    | Tour            | Club       | Aller | Total | Retour | Club       | Match    |
| -------- | --------------- | ---------- | ----- | ----- | ------ | ---------- | -------- |
| 193 (37) | Quart de finale | CS Sfaxien | 0-1   | 1-2   | 1-1    | JS Kabylie | 194 (38) |

- Demi-finale.

| Match    | Tour        | Club           | Aller | Total | Retour | Club       | Match    |
| -------- | ----------- | -------------- | ----- | ----- | ------ | ---------- | -------- |
| 195 (39) | Demi-finale | Coton Sport FC | 1-2   | 1-5   | 0-3    | JS Kabylie | 196 (40) |

- Finale.

| Match    | Tour   | Club            | Score | Club       |
| -------- | ------ | --------------- | ----- | ---------- |
| 197 (41) | Finale | Raja Casablanca | 2-1   | JS Kabylie |

### 2021-2022: Coupe de la confédération
| Match    | Tour         | Club              | Aller | Total | Retour | Club       | Match    |
| -------- | ------------ | ----------------- | ----- | ----- | ------ | ---------- | -------- |
| 198 (42) | Premier tour | FAR Rabat         | 0-1   | 1-3   | 1-2    | JS Kabylie | 199 (43) |
| 200 (44) | Barrage      | Royal Leopards FC | 1-0   | 2-2   | 1-2    | JS Kabylie | 201 (45) |

### 2022-2023: Ligue des champions de la CAF
| Match     | Tour         | Club         | Aller | Total | Retour | Club       | Match     |
| --------- | ------------ | ------------ | ----- | ----- | ------ | ---------- | --------- |
| 202 (111) | Premier tour | Casamance SC | 1-0   | 1-3   | 0-3    | JS Kabylie | 203 (112) |
| 204 (113) | Barrage      | ASKO Kara    | 1-2   | 2-3   | 1-1    | JS Kabylie | 205 (114) |

- Phase de poules (Groupe A).

| Match     | Tour                          | Club               | Score | Club               |
| --------- | ----------------------------- | ------------------ | ----- | ------------------ |
| 206 (115) | Phase de poules, 1er journée  | Atlético Petroleos | 0-0   | JS Kabylie         |
| 207 (116) | Phase de poules, 2eme journée | JS Kabylie         | 1-0   | Wydad AC           |
| 208 (117) | Phase de poules, 3eme journée | AS Vita Club       | 1-0   | JS Kabylie         |
| 209 (118) | Phase de poules, 4eme journée | JS Kabylie         | 2-1   | AS Vita Club       |
| 210 (119) | Phase de poules, 5eme journée | JS Kabylie         | 1-0   | Atlético Petroleos |
| 211 (120) | Phase de poules, 6eme journée | Wydad AC           | 3-0   | JS Kabylie         |

- Classement du Groupe A.

| R | Club               | J | V | N | D | bp | bc | diff | pts | pays |
| - | ------------------ | - | - | - | - | -- | -- | ---- | --- | ---- |
| 1 | Wydad AC           | 6 | 4 | 1 | 1 | 7  | 1  | +6   | 13  |      |
| 2 | JS Kabylie         | 6 | 3 | 1 | 2 | 4  | 5  | -1   | 10  |      |
| 3 | Atlético Petroleos | 6 | 2 | 1 | 3 | 3  | 5  | -2   | 7   |      |
| 4 | AS Vita Club       | 6 | 1 | 1 | 4 | 3  | 6  | -3   | 4   |      |

- Quart de finale.

| Match     | Tour            | Club       | Aller | Total | Retour | Club     | Match     |
| --------- | --------------- | ---------- | ----- | ----- | ------ | -------- | --------- |
| 212 (121) | Quart de finale | JS Kabylie | 0-1   | 1-2   | 1-1    | ES Tunis | 213 (122) |

### 2025-2026: Ligue des champions de la CAF
| Match     | Tour         | Club               | Aller | Total | Retour | Club       | Match     |
| --------- | ------------ | ------------------ | ----- | ----- | ------ | ---------- | --------- |
| 214 (123) | Premier tour | Bibiani Gold Stars |       |       |        | JS Kabylie | 215 (124) |

## Statistiques joueurs en compétitions africaines
Mis à jour après le match contre l'ES Tunis le 29 avril 2023.
| \| P \| Joueur \| TOTAL \| C1 \| C2 \| C3 \| SC \| \| ----- \| ---------------------- \| ----- \| --- \| -- \| -- \| -- \| \| = \| Nacer Bouiche \| 11 \| 11 \| – \| – \| – \| \| = \| Cheick Oumar Dabo \| 10 \| 10 \| – \| – \| – \| \| = \| Tarek Hadj Adlane \| 9 \| 2 \| 7 \| – \| – \| \| = \| Ali Belahcène \| 8 \| 8 \| – \| – \| – \| \| = \| Hamid Berguiga \| 8 \| 3 \| – \| 5 \| – \| \| = \| Hamza Yacef \| 8 \| 8 \| – \| – \| – \| \| = \| Ali Fergani \| 6 \| 6 \| – \| – \| – \| \| = \| Hakim Medane \| 6 \| 6 \| – \| – \| – \| \| = \| Rédha Bensayah \| 6 \| 1 \| – \| 5 \| – \| \| = \| Djamel Menad \| 5 \| 2 \| 3 \| – \| – \| \| = \| Yacine Bezzaz \| 5 \| – \| – \| 5 \| – \| \| = \| Fawzi Moussouni \| 5 \| – \| 1 \| 4 \| – \| \| = \| Badreddine Souyad \| 5 \| 1 \| - \| 4 \| – \| \| = \| Farouk Belkaïd \| 4 \| – \| – \| 4 \| – \| \| = \| Nabil Hemani \| 4 \| 4 \| – \| – \| – \| \| = \| Benkaci \| 4 \| 1 \| 3 \| – \| – \| \| = \| Adlène Bensaïd \| 4 \| 1 \| – \| 3 \| – \| \| = \| Saad Tedjar \| 4 \| 1 \| – \| 3 \| – \| \| = \| Chemseddine Nessakh \| 4 \| – \| – \| 4 \| – \| \| = \| Mourad Aït Tahar \| 4 \| 4 \| – \| – \| – \| \| = \| Kamel Aouis \| 3 \| 3 \| – \| – \| – \| \| = \| Bachir Douadi \| 3 \| 3 \| – \| – \| – \| \| = \| Hamza Banouh \| 3 \| 3 \| – \| – \| – \| \| = \| Lyes Bahbouh \| 3 \| 3 \| – \| – \| – \| \| = \| Mourad Rahmouni \| 3 \| 3 \| – \| – \| – \| \| = \| Mohamed Amine Aoudia \| 3 \| 3 \| – \| – \| – \| \| = \| Farès Hamiti \| 3 \| 3 \| – \| – \| – \| \| = \| Rachid Baris \| 3 \| 3 \| – \| – \| – \| \| = \| Nabil Yaâlaoui \| 3 \| 2 \| – \| 1 \| – \| \| = \| Mahieddine Meftah \| 3 \| – \| 3 \| – \| – \| \| = \| Mounir Dob \| 3 \| – \| – \| 3 \| – \| \| = \| Mohamed Boulaouidet \| 3 \| – \| – \| 3 \| – \| \| = \| Lounès Bendehmane \| 3 \| – \| – \| 3 \| – \| \| = \| Youcef Saïbi \| 3 \| 3 \| – \| – \| – \| \| = \| Aberrezak Djahnit \| 3 \| 3 \| – \| – \| – \| \| = \| Nassim Oussalah \| 3 \| 2 \| – \| 1 \| – \| \| = \| Zakaria Boulahia \| 3 \| - \| – \| 3 \| – \| \| = \| Massinissa Nezla \| 3 \| 1 \| – \| 2 \| – \| \| = \| Toufik Addadi \| 2 \| 2 \| – \| – \| – \| \| = \| Nassim Hamlaoui \| 2 \| 2 \| – \| – \| – \| \| = \| Tayeb Berramla \| 2 \| – \| – \| 2 \| – \| \| = \| Salah Larbès \| 2 \| 2 \| – \| – \| – \| \| = \| Youcef Laadjadj \| 2 \| 2 \| – \| – \| – \| \| = \| Termoul \| 2 \| – \| 2 \| – \| – \| \| = \| Yacine Amaouche \| 2 \| 1 \| – \| 1 \| – \| \| = \| Sid Ali Yahia-Chérif \| 2 \| 1 \| – \| 1 \| – \| \| = \| Hakim Boubrit \| 2 \| – \| 1 \| 1 \| – \| \| = \| Rafik Abdesslam \| 2 \| 2 \| – \| – \| – \| \| = \| Moussa Saïb \| 2 \| 2 \| – \| – \| – \| \| = \| Rezki Hamroune \| 2 \| 2 \| – \| – \| – \| \| = \| Walid Bencherifa \| 2 \| - \| – \| 2 \| – \| \| = \| Ali Haroun \| 2 \| - \| – \| 2 \| – \| \| = \| Mouaki \| 2 \| 2 \| – \| - \| – \| \| = \| Kamel Abdesselam \| 1 \| 1 \| – \| – \| – \| \| = \| Rachid Addane \| 1 \| – \| 1 \| – \| – \| \| = \| Hakim Amaouche \| 1 \| – \| 1 \| – \| – \| \| = \| Mourad Karouf \| 1 \| – \| 1 \| – \| – \| \| = \| Ait Mouloud \| 1 \| – \| 1 \| – \| – \| \| = \| Ryad Benchikha \| 1 \| – \| 1 \| – \| – \| \| = \| Hocine Gacemi \| 1 \| – \| – \| 1 \| – \| \| = \| Saib Ramzy \| 1 \| – \| – \| 1 \| – \| \| = \| Mohamed Reda Abaci \| 1 \| – \| – \| 1 \| – \| \| = \| Brahim Zafour \| 1 \| – \| – \| 1 \| – \| \| = \| Slimane Raho \| 1 \| – \| – \| 1 \| – \| \| = \| Fodil Dob \| 1 \| – \| – \| 1 \| – \| \| = \| Mohamed Maghraoui \| 1 \| – \| – \| 1 \| – \| \| = \| Noureddine Drioueche \| 1 \| – \| – \| 1 \| – \| \| = \| Omar Daoud \| 1 \| 1 \| – \| – \| – \| \| = \| Mohamed Derrag \| 1 \| 1 \| – \| – \| – \| \| = \| Boubeker Athmani \| 1 \| 1 \| – \| – \| – \| \| = \| Faouzi Chaouchi \| 1 \| 1 \| – \| – \| – \| \| = \| Idrissa Coulibaly \| 1 \| 1 \| – \| – \| – \| \| = \| Nouri Ouznadji \| 1 \| – \| – \| 1 \| – \| \| = \| Demba Barry \| 1 \| – \| – \| 1 \| – \| \| = \| Tayeb Maroci \| 1 \| – \| – \| 1 \| – \| \| = \| Mohamed Rabie Meftah \| 1 \| 1 \| – \| – \| – \| \| = \| Mohamed Seguer \| 1 \| 1 \| – \| – \| – \| \| = \| Ech-chergui \| 1 \| 1 \| – \| – \| – \| \| = \| Essaïd Belkalem \| 1 \| 1 \| – \| – \| – \| \| = \| Izu Azuka \| 1 \| 1 \| – \| – \| – \| \| = \| Mohamed Khoutir Ziti \| 1 \| 1 \| – \| – \| – \| \| = \| Salim Hanifi \| 1 \| – \| – \| 1 \| – \| \| = \| Billel Mebarki \| 1 \| – \| – \| 1 \| – \| \| = \| Koceila Berchiche \| 1 \| – \| – \| 1 \| – \| \| = \| Mokrane Baïleche \| 1 \| 1 \| – \| – \| – \| \| = \| Juba Oukaci \| 1 \| - \| – \| 1 \| – \| \| = \| Kouceila Boualia \| 1 \| - \| – \| 1 \| – \| \| = \| Mohamed Kerroum \| 1 \| - \| – \| 1 \| – \| \| = \| Ammar El Orfi \| 1 \| - \| – \| 1 \| – \| \| = \| Yacouba Doumbia \| 1 \| - \| – \| 1 \| – \| \| = \| Salim Boukhanchouche \| 1 \| 1 \| – \| - \| – \| \| = \| Mostapha Alili \| 1 \| 1 \| – \| - \| – \| \| = \| Lamine Ouattara \| 1 \| 1 \| – \| - \| – \| \| = \| Mohamed Reda Boumechra \| 1 \| 1 \| – \| - \| – \| \| = \| Moussa Saad Benzaid \| 1 \| 1 \| – \| - \| – \| \| = \| Massinissa Nait Salem \| 1 \| 1 \| – \| - \| – \| \| = \| Redjem \| 1 \| 1 \| – \| - \| – \| \| = \| Arezki Meghrici \| 1 \| – \| – \| - \| 1 \| \| = \| Contre son camp \| 7 \| 1 \| 1 \| 5 \| 0 \| \| Total \| Total \| 265 \| 152 \| 27 \| 85 \| 1 \| |                        |       |     |    |    |    |
| P | Joueur                 | TOTAL | C1  | C2 | C3 | SC |
| = | Nacer Bouiche          | 11    | 11  | –  | –  | –  |
| = | Cheick Oumar Dabo      | 10    | 10  | –  | –  | –  |
| = | Tarek Hadj Adlane      | 9     | 2   | 7  | –  | –  |
| = | Ali Belahcène          | 8     | 8   | –  | –  | –  |
| = | Hamid Berguiga         | 8     | 3   | –  | 5  | –  |
| = | Hamza Yacef            | 8     | 8   | –  | –  | –  |
| = | Ali Fergani            | 6     | 6   | –  | –  | –  |
| = | Hakim Medane           | 6     | 6   | –  | –  | –  |
| = | Rédha Bensayah         | 6     | 1   | –  | 5  | –  |
| = | Djamel Menad           | 5     | 2   | 3  | –  | –  |
| = | Yacine Bezzaz          | 5     | –   | –  | 5  | –  |
| = | Fawzi Moussouni        | 5     | –   | 1  | 4  | –  |
| = | Badreddine Souyad      | 5     | 1   | -  | 4  | –  |
| = | Farouk Belkaïd         | 4     | –   | –  | 4  | –  |
| = | Nabil Hemani           | 4     | 4   | –  | –  | –  |
| = | Benkaci                | 4     | 1   | 3  | –  | –  |
| = | Adlène Bensaïd         | 4     | 1   | –  | 3  | –  |
| = | Saad Tedjar            | 4     | 1   | –  | 3  | –  |
| = | Chemseddine Nessakh    | 4     | –   | –  | 4  | –  |
| = | Mourad Aït Tahar       | 4     | 4   | –  | –  | –  |
| = | Kamel Aouis            | 3     | 3   | –  | –  | –  |
| = | Bachir Douadi          | 3     | 3   | –  | –  | –  |
| = | Hamza Banouh           | 3     | 3   | –  | –  | –  |
| = | Lyes Bahbouh           | 3     | 3   | –  | –  | –  |
| = | Mourad Rahmouni        | 3     | 3   | –  | –  | –  |
| = | Mohamed Amine Aoudia   | 3     | 3   | –  | –  | –  |
| = | Farès Hamiti           | 3     | 3   | –  | –  | –  |
| = | Rachid Baris           | 3     | 3   | –  | –  | –  |
| = | Nabil Yaâlaoui         | 3     | 2   | –  | 1  | –  |
| = | Mahieddine Meftah      | 3     | –   | 3  | –  | –  |
| = | Mounir Dob             | 3     | –   | –  | 3  | –  |
| = | Mohamed Boulaouidet    | 3     | –   | –  | 3  | –  |
| = | Lounès Bendehmane      | 3     | –   | –  | 3  | –  |
| = | Youcef Saïbi           | 3     | 3   | –  | –  | –  |
| = | Aberrezak Djahnit      | 3     | 3   | –  | –  | –  |
| = | Nassim Oussalah        | 3     | 2   | –  | 1  | –  |
| = | Zakaria Boulahia       | 3     | -   | –  | 3  | –  |
| = | Massinissa Nezla       | 3     | 1   | –  | 2  | –  |
| = | Toufik Addadi          | 2     | 2   | –  | –  | –  |
| = | Nassim Hamlaoui        | 2     | 2   | –  | –  | –  |
| = | Tayeb Berramla         | 2     | –   | –  | 2  | –  |
| = | Salah Larbès           | 2     | 2   | –  | –  | –  |
| = | Youcef Laadjadj        | 2     | 2   | –  | –  | –  |
| = | Termoul                | 2     | –   | 2  | –  | –  |
| = | Yacine Amaouche        | 2     | 1   | –  | 1  | –  |
| = | Sid Ali Yahia-Chérif   | 2     | 1   | –  | 1  | –  |
| = | Hakim Boubrit          | 2     | –   | 1  | 1  | –  |
| = | Rafik Abdesslam        | 2     | 2   | –  | –  | –  |
| = | Moussa Saïb            | 2     | 2   | –  | –  | –  |
| = | Rezki Hamroune         | 2     | 2   | –  | –  | –  |
| = | Walid Bencherifa       | 2     | -   | –  | 2  | –  |
| = | Ali Haroun             | 2     | -   | –  | 2  | –  |
| = | Mouaki                 | 2     | 2   | –  | -  | –  |
| = | Kamel Abdesselam       | 1     | 1   | –  | –  | –  |
| = | Rachid Addane          | 1     | –   | 1  | –  | –  |
| = | Hakim Amaouche         | 1     | –   | 1  | –  | –  |
| = | Mourad Karouf          | 1     | –   | 1  | –  | –  |
| = | Ait Mouloud            | 1     | –   | 1  | –  | –  |
| = | Ryad Benchikha         | 1     | –   | 1  | –  | –  |
| = | Hocine Gacemi          | 1     | –   | –  | 1  | –  |
| = | Saib Ramzy             | 1     | –   | –  | 1  | –  |
| = | Mohamed Reda Abaci     | 1     | –   | –  | 1  | –  |
| = | Brahim Zafour          | 1     | –   | –  | 1  | –  |
| = | Slimane Raho           | 1     | –   | –  | 1  | –  |
| = | Fodil Dob              | 1     | –   | –  | 1  | –  |
| = | Mohamed Maghraoui      | 1     | –   | –  | 1  | –  |
| = | Noureddine Drioueche   | 1     | –   | –  | 1  | –  |
| = | Omar Daoud             | 1     | 1   | –  | –  | –  |
| = | Mohamed Derrag         | 1     | 1   | –  | –  | –  |
| = | Boubeker Athmani       | 1     | 1   | –  | –  | –  |
| = | Faouzi Chaouchi        | 1     | 1   | –  | –  | –  |
| = | Idrissa Coulibaly      | 1     | 1   | –  | –  | –  |
| = | Nouri Ouznadji         | 1     | –   | –  | 1  | –  |
| = | Demba Barry            | 1     | –   | –  | 1  | –  |
| = | Tayeb Maroci           | 1     | –   | –  | 1  | –  |
| = | Mohamed Rabie Meftah   | 1     | 1   | –  | –  | –  |
| = | Mohamed Seguer         | 1     | 1   | –  | –  | –  |
| = | Ech-chergui            | 1     | 1   | –  | –  | –  |
| = | Essaïd Belkalem        | 1     | 1   | –  | –  | –  |
| = | Izu Azuka              | 1     | 1   | –  | –  | –  |
| = | Mohamed Khoutir Ziti   | 1     | 1   | –  | –  | –  |
| = | Salim Hanifi           | 1     | –   | –  | 1  | –  |
| = | Billel Mebarki         | 1     | –   | –  | 1  | –  |
| = | Koceila Berchiche      | 1     | –   | –  | 1  | –  |
| = | Mokrane Baïleche       | 1     | 1   | –  | –  | –  |
| = | Juba Oukaci            | 1     | -   | –  | 1  | –  |
| = | Kouceila Boualia       | 1     | -   | –  | 1  | –  |
| = | Mohamed Kerroum        | 1     | -   | –  | 1  | –  |
| = | Ammar El Orfi          | 1     | -   | –  | 1  | –  |
| = | Yacouba Doumbia        | 1     | -   | –  | 1  | –  |
| = | Salim Boukhanchouche   | 1     | 1   | –  | -  | –  |
| = | Mostapha Alili         | 1     | 1   | –  | -  | –  |
| = | Lamine Ouattara        | 1     | 1   | –  | -  | –  |
| = | Mohamed Reda Boumechra | 1     | 1   | –  | -  | –  |
| = | Moussa Saad Benzaid    | 1     | 1   | –  | -  | –  |
| = | Massinissa Nait Salem  | 1     | 1   | –  | -  | –  |
| = | Redjem                 | 1     | 1   | –  | -  | –  |
| = | Arezki Meghrici        | 1     | –   | –  | -  | 1  |
| = | Contre son camp        | 7     | 1   | 1  | 5  | 0  |
| Total | Total                  | 265   | 152 | 27 | 85 | 1  |

### Triplés
| N | Date          | Joueur          | Match                           | Score |
| - | ------------- | --------------- | ------------------------------- | ----- |
| 1 | 25 avril 1990 | Nacer Bouiche   | ASKO Kara – JS Kabylie          | 0-4   |
| 2 | 6 mai 2000    | Fawzi Moussouni | JS Kabylie – TP Mazembe         | 5-0   |
| 3 | 28 avril 2002 | Yacine Bezzaz   | JS Kabylie – ASC Ndiambour      | 6-3   |
| 4 | 3 mars 2006   | Hamza Yacef     | JS Kabylie – Al-Ittihad Tripoli | 4-0   |

### Doublés
| \| N \| Date \| Joueur \| Match \| Score \| \| -- \| ----------------- \| ------------------- \| ----------------------------- \| ----- \| \| 1 \| 11 septembre 1981 \| Ali Belahcène \| JS Kabylie – Dynamos \| 3-0 \| \| 2 \| 27 novembre 1981 \| Lyes Bahbouh \| JS Kabylie – AS Vita Club \| 4-0 \| \| 3 \| 4 juillet 1986 \| Nacer Bouiche \| JS Kabylie – ES Tunis \| 2-1 \| \| 4 \| 8 avril 1990 \| Nacer Bouiche \| JS Kabylie – ASKO Kara \| 6-0 \| \| 5 \| 8 avril 1990 \| Hakim Medane \| JS Kabylie – ASKO Kara \| 6-0 \| \| 6 \| 23 septembre 1990 \| Youcef Laadjadj \| JS Kabylie – AFC Leopards \| 3-0 \| \| 7 \| 12 mars 1993 \| Benkaci \| JS Kabylie – ASC SNIM FC \| 8-1 \| \| 8 \| 1995 \| Tarek Hadj Adlane \| JS Kabylie – Hearts of Oak \| 3-1 \| \| 9 \| 8 novembre 2002 \| Hamid Berguiga \| JS Kabylie – Tonnerre Yaoundé \| 4-0 \| \| 10 \| 2 avril 2006 \| Hamid Berguiga \| JS Kabylie – Zanaco FC \| 3-0 \| \| 11 \| 21 avril 2006 \| Hamza Yacef \| JS Kabylie – Raja Casablanca \| 3-1 \| \| 12 \| 27 janvier 2007 \| Youcef Saïbi \| JS Kabylie – FC Blantas \| 3-1 \| \| 13 \| 10 février 2007 \| Cheick Oumar Dabo \| FC Blantas – JS Kabylie \| 1-2 \| \| 14 \| 6 juillet 2007 \| Cheick Oumar Dabo \| JS Kabylie – FAR Rabat \| 2-0 \| \| 15 \| 21 mars 2008 \| Nabil Hemani \| JS Kabylie – Ashanti Gold SC \| 3-0 \| \| 16 \| 2 avril 2011 \| Chemseddine Nessakh \| Tevragh-Zeïna – JS Kabylie \| 1-2 \| \| 17 \| 6 mai 2011 \| Saad Tedjar \| JS Kabylie – Missile FC \| 3-0 \| \| 18 \| 19 février 2017 \| Mohamed Boulaouidet \| JS Kabylie – Monrovia CB \| 4-0 \| \| 19 \| 14 septembre 2019 \| Hamza Banouh \| JS Kabylie – Horoya AC \| 2-0 \| \| 20 \| 27 juin 2021 \| Zakaria Boulahia \| JS Kabylie – Coton Sport FC \| 3-0 \| \| 21 \| 24 octobre 2021 \| Ali Haroun \| JS Kabylie – FAR Rabat \| 2-1 \| |                   |                     |                               |       |
| N | Date              | Joueur              | Match                         | Score |
| 1 | 11 septembre 1981 | Ali Belahcène       | JS Kabylie – Dynamos          | 3-0   |
| 2 | 27 novembre 1981  | Lyes Bahbouh        | JS Kabylie – AS Vita Club     | 4-0   |
| 3 | 4 juillet 1986    | Nacer Bouiche       | JS Kabylie – ES Tunis         | 2-1   |
| 4 | 8 avril 1990      | Nacer Bouiche       | JS Kabylie – ASKO Kara        | 6-0   |
| 5 | 8 avril 1990      | Hakim Medane        | JS Kabylie – ASKO Kara        | 6-0   |
| 6 | 23 septembre 1990 | Youcef Laadjadj     | JS Kabylie – AFC Leopards     | 3-0   |
| 7 | 12 mars 1993      | Benkaci             | JS Kabylie – ASC SNIM FC      | 8-1   |
| 8 | 1995              | Tarek Hadj Adlane   | JS Kabylie – Hearts of Oak    | 3-1   |
| 9 | 8 novembre 2002   | Hamid Berguiga      | JS Kabylie – Tonnerre Yaoundé | 4-0   |
| 10 | 2 avril 2006      | Hamid Berguiga      | JS Kabylie – Zanaco FC        | 3-0   |
| 11 | 21 avril 2006     | Hamza Yacef         | JS Kabylie – Raja Casablanca  | 3-1   |
| 12 | 27 janvier 2007   | Youcef Saïbi        | JS Kabylie – FC Blantas       | 3-1   |
| 13 | 10 février 2007   | Cheick Oumar Dabo   | FC Blantas – JS Kabylie       | 1-2   |
| 14 | 6 juillet 2007    | Cheick Oumar Dabo   | JS Kabylie – FAR Rabat        | 2-0   |
| 15 | 21 mars 2008      | Nabil Hemani        | JS Kabylie – Ashanti Gold SC  | 3-0   |
| 16 | 2 avril 2011      | Chemseddine Nessakh | Tevragh-Zeïna – JS Kabylie    | 1-2   |
| 17 | 6 mai 2011        | Saad Tedjar         | JS Kabylie – Missile FC       | 3-0   |
| 18 | 19 février 2017   | Mohamed Boulaouidet | JS Kabylie – Monrovia CB      | 4-0   |
| 19 | 14 septembre 2019 | Hamza Banouh        | JS Kabylie – Horoya AC        | 2-0   |
| 20 | 27 juin 2021      | Zakaria Boulahia    | JS Kabylie – Coton Sport FC   | 3-0   |
| 21 | 24 octobre 2021   | Ali Haroun          | JS Kabylie – FAR Rabat        | 2-1   |

## Compétitions maghrébines et nord-africaines

### Bilan général
Le Bilan des rencontres de la Jeunesse sportive de Kabylie en coupes maghrébines et nord-africaines est le suivant :
Bilan de la JS Kabylie en compétitions maghrébines et nord-africaine à partir de 1974 *  (Résultats mis à jour jusqu'en Octobre 2010)
| Compétition                       | Saisons | Titres | J | G | N | P | Bp | Bc | Diff |
| --------------------------------- | ------- | ------ | - | - | - | - | -- | -- | ---- |
| Coupe des clubs champions Maghreb | 2       | 0      | 4 | 0 | 2 | 2 | 1  | 5  | - 4  |
| Coupe des Coupes Maghreb          | 0       | 0      | 0 | 0 | 0 | 0 | 0  | 0  | 0    |
| Coupe des clubs champions UNAF    | 1       | 0      | 3 | 0 | 2 | 1 | 2  | 3  | -1   |
| Coupe des coupes UNAF             | 0       | 0      | 0 | 0 | 0 | 0 | 0  | 0  | 0    |
| Supercoupe UNAF                   | 0       | 0      | 0 | 0 | 0 | 0 | 0  | 0  | 0    |
| Total                             | 3       | 0      | 7 | 0 | 4 | 3 | 3  | 8  | - 5  |

 Certaines compétitions n'ont pas été jouées par la JSK, car soit elles n'existent plus ou soit le club n'est pas encore parvenu à se qualifier pour y participer, ce qui explique la pauvreté relative de ce bilan.
- Bilan maghrébin et nord-africain par nation affrontée :

| Équipe  | Joué | Gagné | Nul | Perdu | But Pour | But Contre | Différence | Victoire % |
| ------- | ---- | ----- | --- | ----- | -------- | ---------- | ---------- | ---------- |
| Libye   | 1    | 0     | 1   | 0     | 1        | 1          | 0          | 00,00      |
| Maroc   | 2    | 0     | 1   | 1     | 1        | 2          | -1         | 00,00      |
| Tunisie | 4    | 0     | 2   | 2     | 1        | 5          | - 4        | 00,00      |

 La JSK n'a pas beaucoup participé aux compétitions maghrébines et nord-africaines, cela peut s'expliquer par le fait que sa domination tardive dans le championnat de football algérien est arrivée au moment où les compétitions maghrébines ont disparu. Quant aux compétitions nord-africaines (récemment créées en 2008) la JSK n'y a participé qu'une seule fois. En deux participations, et ce malgré sa finale de 1974 (qualifiée à l'issue d'un match nul), la JSK n'a jamais gagné un seul match ce qui explique son pourcentage de victoires nul. 
- Bilan maghrébin et nord-africain par club affronté :

| Équipe             | Joué | Gagné | Nul | Perdu | But Pour | But Contre | Différence | Victoire % |
| ------------------ | ---- | ----- | --- | ----- | -------- | ---------- | ---------- | ---------- |
| Libye              |      |       |     |       |          |            |            |            |
| Al Ittihad Tripoli | 1    | 0     | 1   | 0     | 1        | 1          | 0          | 00,00      |
| Maroc              |      |       |     |       |          |            |            |            |
| FAR de Rabat       | 2    | 0     | 1   | 1     | 1        | 2          | -1         | 00,00      |
| Tunisie            |      |       |     |       |          |            |            |            |
| Club africain      | 2    | 0     | 0   | 2     | 1        | 5          | -4         | 00,00      |
| ÉS Sahel           | 1    | 0     | 1   | 0     | 0        | 0          | 0          | 00,00      |
| ES Tunis           | 1    | 0     | 1   | 0     | 0        | 0          | 0          | 00,00      |

### Formats de compétition
Les compétitions régionales de football qui existèrent un peu partout dans le monde étaient des compétitions de pré-saisons. Certaines sont considérées comme étant les premiers tournois internationaux de clubs, qui enfantèrent plus tard les fameuses compétitions continentales de clubs. Dans le cas de la région de l'Afrique du Nord c'est assez différent. Il s'agit du premier tournoi Maghrébin de clubs à la suite des indépendances de ces pays. Il existait certes un championnat d'Afrique du Nord qui eut lieu durant la colonisation française, mais la compétition qui suivit se nomma Coupe du Maghreb des clubs champions. Cette compétition eut lieu entre les années 1970 et 1975 et opposait tous les clubs du Maghreb vainqueur de leur championnat. Récemment en 2008, L'Union Nord-Africaine de football décida de remettre au goût du jour cette compétition et la nomma coupe nord-africaine des clubs champions.

### 1973-1974: Coupe du Maghreb des Clubs Champions
En compétition régionale la JS Kabylie est l'une des équipes algériennes les moins expérimentées. L'ancienne compétition qui existait dans les années 1970 s'est arrêtée au moment où la JS Kabylie commençait à émerger sur la scène nationale. Cependant après trente ans d'absence la compétition a revu le jour sous un autre format et une autre dénomination. La JS Kabylie a connu dans son histoire deux grandes périodes de gloire qui ont fait d'elle une équipe redoutée tant sur la scène nationale que continentale et qui s'est traduit à chaque fois par le gain d'une coupe d'Afrique des clubs champions. Aucune compétition régionale n'existait lors de son emprise sur ces époques et ces trophées régionaux manquent cruellement au palmarès de la JS Kabylie. Pour le moment le club n'a participé qu'à deux reprises, soit une fois dans chacune des nominations de cette compétition. Durant la saison 1973-1974, la JS Kabylie fort de son statut de champion d'Algérie en titre, participa à cette édition de la Coupe du Maghreb des Clubs Champions. Elle terminera finaliste de cette compétition battue en finale par le club tunisien du nom de Club africain.

#### Demi-finale
L'intégralité de la compétition s'est déroulée en Algérie et précisément au Stade du 5 juillet 1962 d'Alger. En effet chacune des éditions était organisée dans un pays membre de l'Union Maghrebine de football, et décidé à l'avance. Cette saison il avait été décidé que l'intégralité de la compétition se jouerait en Algérie. Les qualifiés pour cette compétition étaient : le tenant du titre l'ES Sahel (Tunisie), le champion de Tunisie "le Club Africain" (Tunisie), "le champion du Maroc "le KAC de Kénitra" (Maroc)et le champion d'Algérie la "JS Kabylie" (Algérie).
| Match | Tour          | Qualifié      | Éliminé        | Score           |
| ----- | ------------- | ------------- | -------------- | --------------- |
| -     | Demi-finale 1 | Club africain | KAC de Kénitra | 1-0             |
| 01    | Demi-finale 2 | JS Kabylie    | ES Sahel       | 0-0 (3-2) t.a.b |

La compétition se déroule le 11 janvier 1974 et le tirage au sort donne comme confrontation pour la première demi-finale le champion de Tunisie face au champion du Maroc (Club africain/KAC de Kénitra), et pour la deuxième demi-finale le champion d'Algérie face au tenant du titre (JS Kabylie/ÉS Sahel).
Si dans la première demi-finale le Club africain bat sans trop de peine le représentant marocain du KAC de Kénitra sans trop de peine un but à zéro; en revance l'autre demi-finale s'est averrée plus indécise. En effet il aura fallu attendre la séance des tirs au but pour départager les deux équipes et voir la JS Kabylie l'emporter trois tirs au but à deux face à l'ES Sahel après un score nul et vierge de 0 but partout.
- Finale

La finale est inédite et voit donc le Club africain, première finale dans cette compétition face à la JS Kabylie qui dispute également sa première finale dans cette compétition.
| Match | Tour   | Vainqueur     | Finaliste  | Score |
| ----- | ------ | ------------- | ---------- | ----- |
| 02    | Finale | Club africain | JS Kabylie | 2-0   |

La finale jouée à domicile constituait pour la JS Kabylie un atout non négligeable. Ce fut une rencontre explosive devant une affluence record et des caméras de télévision comme pour immortaliser la première compétition internationale jouée par le club. Malgré une domination de tout instant, la JS Kabylie subira deux contres meurtriers et l'ascendant du Club Africain. Ce jour-là, la JS Kabylie qui pratiqua un football "aveugle" basé sur des centres "à l'abordage", fera la dure expérience de la tactique du contre pratiquée avec un art consommé par les Tunisiens. Autre fait de jeu important, un pénalty net sera refusé par l'arbitre au joueur Kouffi et qui aurait permis l'égalisation du club phare du Djurdjura et l'on aurait assisté à un tout autre match.
Toutefois le manque d'expérience de la JSK s'est fait cruellement ressentir à la différence des tunisiens qui avec beaucoup de calme et de sérénité avaient réussi à revenir progressivement dans la partie et ne pas céder à  la ferveur du Stade du 5 juillet 1962.
Cette défaite de la JS Kabylie a été quelque peu traumatisante, comme en témoigne le visage fermé du capitaine Hannachi (voir photo ci-contre) qui ne peu que regarder son homologue tunisien soulever le trophée tant convoité par son club et ses coéquipiers. C'est à ce jour la première finale internationale que la JS Kabylie ait disputée mais aussi la première qu'elle ait perdue.
- Classement final

La JS Kabylie termine donc deuxième de cette édition qu'elle disputait pourtant à domicile. À noter également afin d'être complet que l'ex tenant du titre l'ES Sahel, termine troisième de la compétition après sa victoire dans le match de classement face au KAC de Kénitra un but à zéro.
| Édition   | Lieu  | Vainqueur     | Deuxième   | Troisième |
| --------- | ----- | ------------- | ---------- | --------- |
| 1973-1974 | Alger | Club africain | JS Kabylie | ES Sahel  |

Cette défaite de la JS Kabylie en finale de la compétition est la deuxième d'un club algérien. Avant elle le MC Oran s'était incliné en finale de l'édition précédente face à l'ES Sahel.

### 1974-1975: Coupe du Maghreb des Clubs Champions
Matchs disputés le 30 août 1974
| Date    | Équipe 1            | Résultat | Équipe 2   |
| ------- | ------------------- | -------- | ---------- |
| 30 août | Club africain T     | 3 - 1    | JS Kabylie |
| 30 août | Raja de Beni Mellal | 3 - 2    | ES Tunis   |

Les buteurs des demi-finales sont Taoufik Belghith, Naceur Cherif et Moncef Khouini (CA), Rachid Dali (JSK) pour le premier match et Ahmed Najeh (2 buts) et Cherif (Raja), Zoubeir Boughnia et Abdelmajid Gobantini (EST) pour le deuxième match.
Match pour la 3e place
Match joué le 1er septembre 1974
| Date          | Équipe 1 | Résultat         | Équipe 2   |
| ------------- | -------- | ---------------- | ---------- |
| 1er septembre | ES Tunis | 0 - 0 4-3 t.a.b. | JS Kabylie |

Les formations des clubs sont :
- EST : Kamel Karia, Abdelkrim Bouchoucha, Fethi Ouakaâ, Mohamed Habib Kochbati, Ridha Akacha, Abdelmajid Jelassi, Taoufik Labidi, Tarak Dhiab, Abdelmajid Gobantini, Zoubeir Boughnia, Hamadi Hannachi (puis Nasra)
- JSK : Tahir Kamel, Arezki Meghrici, Salah Larbes, Mohand Chérif Hannachi, Mouloud Iboud, Hocine Amrous, Kamel Aouici, Salem Amri, Rachid Dali, Mohamed Younsi et Djebbar Abdellah.

### 2008: Coupe Nord-Africaine des Clubs Champions
Durant la saison 2008-2009, la JSK champion d'Algérie en titre, participera à la première édition de la coupe Nord-Africaine des clubs champions. Elle s'inclinera en demi-finale face au club marocain du nom de FAR de Rabat; et terminera troisième ex æquo en compagnie du club libyen Al Ahly Tripoli après avoir fait match nul contre celui-ci.
- Demi-finale

| Match | Tour                 | Qualifié      | Éliminé            | Score |
| ----- | -------------------- | ------------- | ------------------ | ----- |
| 01    | Demi-finale A Aller  | FAR de Rabat  | JS Kabylie         | 1-1   |
| 02    | Demi-finale A Retour | FAR de Rabat  | JS Kabylie         | 1-0   |
| -     | Demi-finale B Aller  | Club africain | Al Ittihad Tripoli | 2-1   |
| -     | Demi-finale B Retour | Club africain | Al Ittihad Tripoli | 1-1   |

- Match de classement

| Match | Tour            | Troisième          | Troisième  | Score |
| ----- | --------------- | ------------------ | ---------- | ----- |
| 03    | Troisième Place | Al Ittihad Tripoli | JS Kabylie | 1-1   |

Une polémique a eu lieu concernant ce match de classement. Au terme de la rencontre, alors que l'arbitre et les joueurs libyens se préparaient pour la séance de tirs au but, la JSK refusa de jouer la séance de pénalty estimant qu'avec ce but marqué à l'extérieur, il comptait double et donc celle-ci devait logiquement remporter le match. Néanmoins cette règle n'est possible que sur des matchs aller et retour, or il n'y eut qu'un seul match.
Ce match de classement posa un gros problème, car chacune des deux équipes n'avait pas tort, et la prime allouée au troisième est plus importante que celle allouée au quatrième. Il fut cependant décidé que ce match sans vainqueur et sans moyen de les départager serait considéré comme étant nul, entrainant les deux équipes de cette première édition à la troisième place du classement ex-æquo.
- Classement final

| Édition   | Vainqueur     | Deuxième     | Troisième ex æquo                |
| --------- | ------------- | ------------ | -------------------------------- |
| 2008-2009 | Club africain | FAR de Rabat | JS Kabylie et Al Ittihad Tripoli |

Sur deux participations en coupe régionale pour le moment, la JS Kabylie a fini au mieux à la deuxième place, au pire à la troisième place de cette compétition.

## Compétitions arabes

### Bilan général
La JS Kabylie, étant un club algérien de football, peut donc également prétendre à participer aux compétitions arabes organisés par l'UAFA (L'Union des Associations de Football Arabes), puisque l'Algérie en fait partie.
Malgré le contexte politique qui frappa la région, à une époque où les kabyles revendiquaient la sauvegarde de leurs identités, la JSK a participé à trois reprises à la Coupe Arabe des Clubs Champions.
Elle a obtenu de bons résultats, terminant à chaque fois à la troisième place, ce fut le cas pour deux éditions sur trois joués.
À noter également que fort de son statut de championne d'Algérie 2008, le club aurait pu prétendre participer à l'édition 2009 de la Ligue des champions arabes (nouvelle formulation de la Coupe Arabe des clubs champions). En Algérie, seul le premier du championnat, le quatrième et le cinquième sont qualificatives pour le championnat arabe. Les deux premières places sont réservés pour la Ligue des champions de la CAF, la troisième en plus du vainqueur de la Coupe d'Algérie sont qualificatives pour la coupe de la CAF.
Elle voudra y participer un temps, mais se désistera par l'intermédiaire du président Mohand Chérif Hannachi, prétextant vouloir jouer la Coupe du Maghreb des clubs champions qui faisait son retour après trente ans d'absence sous le nouveau nom de Coupe Nord-Africaine des clubs champions. Alors que les deux compétitions étaient jouables et le calendrier pas trop chargé.
Le Bilan des rencontres de la Jeunesse sportive de Kabylie en coupes arabes est le suivant :
Bilan de la JS Kabylie en compétitions arabes à partir de 1987 *  (Résultats mis à jour jusqu'en Octobre 2010)
| Compétition                     | Saisons | Titres | J  | G | N | P | Bp | Bc | Diff |
| ------------------------------- | ------- | ------ | -- | - | - | - | -- | -- | ---- |
| Coupe des clubs champions Arabe | 3       | 0      | 16 | 7 | 5 | 4 | 19 | 18 | +1   |
| Coupe des Coupes Arabe          | 0       | 0      | 0  | 0 | 0 | 0 | 0  | 0  | 0    |
| Supercoupe arabe                | 0       | 0      | 0  | 0 | 0 | 0 | 0  | 0  | 0    |
| Total                           | 3       | 0      | 16 | 7 | 5 | 4 | 19 | 18 | +1   |

 Le bilan de la JSK dans ces compétitions ne dépend en réalité que d'une seule qui est la Coupe arabe des clubs champions, soit l'ancienne version de l'actuelle Ligue des champions arabes. Cela s'explique par le fait qu'elle n'a jamais participer en Coupe arabe des vainqueurs de coupe bien qu'elle fût déjà qualifiée. En effet les dirigeants du club à l'époque privilégièrent plutôt la compétition africaine Coupe d'Afrique des vainqueurs de coupe. Cette compétition ne se joue plus de même que la Supercoupe arabe; compétition que la JSK n'a pas pu jouer car il fallait être au minimum finaliste d'une des deux autres compétitions arabes, où quatre clubs s'affrontaient dans un mini tournoi pour s'approprier ce titre. 
- Bilan arabe par nation affrontée :

| Nation          | Joué | Gagné | Nul | Perdu | But Pour | But Contre | Différence | Victoire % |
| --------------- | ---- | ----- | --- | ----- | -------- | ---------- | ---------- | ---------- |
| Arabie saoudite | 4    | 2     | 0   | 2     | 4        | 5          | -1         | 50,00      |
| Bahreïn         | 1    | 0     | 1   | 0     | 1        | 1          | -1         | 00,00      |
| Égypte          | 2    | 1     | 1   | 0     | 2        | 1          | +1         | 50,00      |
| Irak            | 2    | 0     | 1   | 1     | 1        | 5          | -4         | 00,00      |
| Koweït          | 1    | 1     | 0   | 0     | 3        | 2          | +1         | 100,00     |
| Maroc           | 2    | 0     | 1   | 1     | 2        | 3          | -1         | 00,00      |
| Palestine       | 1    | 1     | 0   | 0     | 4        | 1          | +3         | 00,00      |
| Qatar           | 1    | 0     | 1   | 0     | 0        | 0          | 0          | 00,00      |
| Syrie           | 1    | 1     | 0   | 0     | 1        | 0          | +1         | 100,00     |
| Tunisie         | 1    | 1     | 0   | 0     | 1        | 0          | +1         | 100,00     |

 Le bilan montre une égalité parfaite de victoires et de matchs nuls de la JSK. Néanmoins en seulement trois participations et de surcroît dans une seule compétition arabe, la JSK fait bonne figue en réalisant trois demi-finales. L'inégale répartition de ses victoires et ses trois participations seulement justifient assez bien le nombre important de pourcentage de victoires nuls par nations affrontées 
- Bilan arabe par club affronté :

| Équipe                | Joué | Gagné | Nul | Perdu | But Pour | But Contre | Différence | Victoire % |
| --------------------- | ---- | ----- | --- | ----- | -------- | ---------- | ---------- | ---------- |
| Arabie saoudite       |      |       |     |       |          |            |            |            |
| Al Hilal Riyad        | 3    | 2     | 0   | 1     | 3        | 2          | +1         | 75,00      |
| Al Ittihad Djeddah    | 1    | 0     | 0   | 1     | 1        | 3          | -2         | 00,00      |
| Bahreïn               |      |       |     |       |          |            |            |            |
| Muharraq              | 1    | 0     | 1   | 0     | 1        | 1          | -1         | 00,00      |
| Égypte                |      |       |     |       |          |            |            |            |
| Al Tersana            | 2    | 1     | 1   | 0     | 2        | 1          | +1         | 50,00      |
| Irak                  |      |       |     |       |          |            |            |            |
| Al Rasheed de Baghdad | 1    | 0     | 0   | 1     | 0        | 4          | -4         | 00,00      |
| Al Tayaran Bagdad     | 1    | 0     | 1   | 0     | 1        | 1          | 0          | 00,00      |
| Koweït                |      |       |     |       |          |            |            |            |
| Al Arabi Koweït       | 1    | 1     | 0   | 0     | 3        | 2          | +1         | 100,00     |
| Maroc                 |      |       |     |       |          |            |            |            |
| Raja de Casablanca    | 1    | 1     | 0   | 0     | 3        | 1          | +2         | 100,00     |
| WA Casablanca         | 1    | 0     | 0   | 1     | 2        | 3          | -1         | 00,00      |
| Kawkab de Marrakech   | 1    | 0     | 1   | 0     | 0        | 0          | 0          | 00,00      |
| Palestine             |      |       |     |       |          |            |            |            |
| Shabab Rafah          | 1    | 1     | 0   | 0     | 4        | 1          | +3         | 100,00     |
| Qatar                 |      |       |     |       |          |            |            |            |
| Al Arabi Doha         | 1    | 0     | 1   | 0     | 0        | 0          | 0          | 00,00      |
| Syrie                 |      |       |     |       |          |            |            |            |
| Al Jaish Damas        | 1    | 1     | 0   | 0     | 1        | 0          | +1         | 100,00     |
| Tunisie               |      |       |     |       |          |            |            |            |
| ÉS Sahel              | 2    | 1     | 1   | 0     | 1        | 0          | +1         | 50,00      |

### 1987: Coupe Arabe des Clubs Champions
L'édition 1987 s'est déroulée intégralement à Riyad, en Arabie saoudite.
Un tour préliminaire entre les trois clubs du zone 3 (Maghreb arab) a lieu a casablanca au Maroc du24 au 28 juin 1987. Les deux premiers se qualifient pour la phase finale.*****1re journée ; Mercredi 24 juin 1987 ; Raja Casablanca - Etoile Sahel  (1-4 )  ****2e journée ; Vendredi 26 juin 1987 ; JE TIZI OUZOU - Etoile Sahel (1-3 ) But de la JET : Bahbouh Liès  44)  ***3e journée : Dimanche 28 juin 1987 ; Raja - JETizi Ouzou ( 0-0) . ****(source ; l'Horizons du lundi 29 juin 1987.
| Rang | Équipe                   | Pts | J | G | N | P | Bp | Bc | Diff |  | Résultats (▼ dom., ► ext.) |  |     |     |
| ---- | ------------------------ | --- | - | - | - | - | -- | -- | ---- |  | -------------------------- |  | --- | --- |
| 1    | Étoile sportive du Sahel | 4   | 2 | 2 | 0 | 0 | 7  | 1  | +6   |  | Étoile sportive du Sahel   |  | 3-1 | 4-1 |
| 2    | JE Tizi Ouzou            | 1   | 2 | 0 | 1 | 1 | 1  | 3  | -2   |  | JE Tizi Ouzou              |  |     | 0-0 |
| 3    | Raja Casablanca          | 1   | 2 | 0 | 1 | 1 | 1  | 4  | -3   |  | Raja Casablanca            |  |     |     |

Cette saison-là, la JS Kabylie participe à sa première Coupe Arabe des clubs champions, lors du premier tour, le hasard du tirage, la place dans le groupe A, en compagnie de quatre autres équipes.
Ces autres équipes sont:
Al Hilal Riyadh club saoudien, Al Arabi Doha club qatari, Al Tersana club égyptien, Al Jaish Damas club syrien.
La JS Kabylie est le représentant Algérien de ce groupe A.
- Groupe A

Cette phase de groupe, est une poule de cinq, dont le principe est que tout le monde doit rencontrer tout le monde.
Dans cette version de la coupe Arabe, il n'existait pas de match aller et retour comme pour la Ligue Arabe des champions.
De plus chaque édition se déroulait dans un seul pays désigné où se déroulait l'ensemble des matchs pour plus d'équité, on est très loin des déplacements entre clubs de la Ligue Arabe des champions actuelle.
| Match | Date (1er tour)          | Club adversaire de la jsk | score | BUTEURS            |
| ----- | ------------------------ | ------------------------- | ----- | ------------------ |
| 1     | Vendredi23 octobre 1987  | Al Hilal                  | 1-0   | Merad 11 e         |
| 2     | Dimanche 25 octobre 1987 | Al Jaish Baghdad          | 1-0   | Addane Rachid 89 e |
| 3     | Mardi 27 octobre 1987    | Al Arabi Doha             | 0-0   | -                  |
| 4     | Jeudi 29 octobre 1987    | Al Tersana                | 0-0   | -                  |

- Classement du Groupe A

| rang | club            | Points | Joués | V | N | D | BP | BC | Diff | pays                         |
| ---- | --------------- | ------ | ----- | - | - | - | -- | -- | ---- | ---------------------------- |
| 1    | Al Tersana      | 6      | 4     | 2 | 2 | 0 | 4  | 1  | +3   | Drapeau de l'Égypte          |
| 2    | JS Kabylie      | 6      | 4     | 2 | 2 | 0 | 2  | 0  | +2   | Drapeau de l'Algérie         |
| 3    | Al Hilal Riyadh | 4      | 4     | 2 | 1 | 1 | 2  | 1  | +1   | Drapeau de l'Arabie saoudite |
| 4    | Al Jaish Damas  | 2      | 4     | 1 | 0 | 3 | 3  | 2  | +1   | Drapeau de la Syrie          |
| 5    | Al Arabi Doha   | 1      | 4     | 0 | 1 | 3 | 1  | 7  | -6   | Drapeau du Qatar             |

La JSK, qui s'appelait à cette époque JET, après avoir gagné deux matchs et fait deux nuls, est première ex æquo de ce groupe comme l'équipe égyptienne Al Tersana. Elle terminera cependant à la deuxième place du classement avec une moins bonne différence de buts que celle-ci mais accède néanmoins en demi-finale de la compétition.
- Demi-finale

Les groupes A et B se croisent et la JS Kabylie deuxième du groupe A rencontre le club irakien Al Rasheed de Bagdad premier du groupe B. Quant au club égyptien premier du groupe A Al Tersana est opposé au club saoudien de Al Ittihad Djeddah, deuxième du groupe B.
| N° | DATE                              | Matchs                               | score | Buteurs |
| -- | --------------------------------- | ------------------------------------ | ----- | ------- |
| -  | Dimanche 1er novembre 1987        | Al Ittihad Djeddah - Al Tersana      | 1-0   |         |
| 05 | Dimanche 1er novembre 1987à 16h00 | Al Rasheed de Baghdad - JETizi Ouzou | 4-0   |         |

Finalement, la JSK s'inclinera contre plus fort qu'elle sur un score sans appel de quatre buts à zéro. Elle disputera néanmoins la place de troisième, face au vaincue de l'autre demi-finale.
- Match de classement

L'autre vaincue n'est autre que le club égyptien de Al Tersana déjà rencontré en phase de poule par la JET. Les clubs se disputent la place de troisième, tout aussi lucrative, pour le classement final.
| N° | DATE                          | MATCHS                    | score | BUTEURS                          |
| -- | ----------------------------- | ------------------------- | ----- | -------------------------------- |
| 06 | Mardi 3 novembre 1987 à 16h00 | JETizi Ouzou - Al Tersana | 2-1   | Bouzar Farid 63e , Khalil 86 csc |

La JET remporte ce match sur le score de deux buts à un et s'empare donc de la troisième place du classement.
- Classement final

| rang | club                  | titre               | pays                         |
| ---- | --------------------- | ------------------- | ---------------------------- |
| 01   | Al Rasheed de Baghdad | Champion Arabe      | Drapeau de l'Irak            |
| 02   | Al Ittihad Djeddah    | Vice-Champion Arabe | Drapeau de l'Arabie saoudite |
| 03   | JS Kabylie            | Troisième           | Drapeau de l'Algérie         |
| 04   | Al Tersana            | Quatrième           | Drapeau de l'Égypte          |

Pour sa première participation à une Coupe Arabe des clubs champions, la JSK réalise Sept matches, avec un bilan flatteur de trois victoires, deux nuls et une défaite. Elle terminera troisième de l'édition 1987, qui s'est déroulé à Ryad en Arabie saoudite.

### 1989: Coupe Arabe des Clubs Champions
L'édition 1989 s'est déroulée intégralement à Marrakech, au Maroc.
Cette saison-là, la JS Kabylie participe à sa deuxième Coupe Arabe des clubs champions, lors du premier tour, le hasard du tirage la place dans le groupe A, en compagnie de quatre autres équipes.
Ces autres équipes sont:
Al Hilal Riyad club saoudien,
Kawkab de Marrakech club marocain,
Al Tayaran Bagdad club irakien,
Muharraq club bahreinien.
La JS Kabylie est le représentant Algérien de ce groupe A.
- Groupe A

Cette phase de groupe, est une poule de cinq, dont le principe est que tout le monde doit rencontrer tout le monde, comme lors de l'édition 1987 disputé par la JSK.
| Match | Tour                      | Club                | score | club       |
| ----- | ------------------------- | ------------------- | ----- | ---------- |
| 07    | Phase de poules, groupe A | Al Hilal Riyad      | 1-2   | JS Kabylie |
| 08    | Phase de poules, groupe A | Al Tayaran Bagdad   | 1-1   | JS Kabylie |
| 09    | Phase de poules, groupe A | Muharraq            | 1-1   | JS Kabylie |
| 10    | Phase de poules, groupe A | Kawkab de Marrakech | 0-0   | JS Kabylie |

- Classement du Groupe A

| rang | club                | joués | V | N | D | bp | bc | diff | pts | pays                         |
| ---- | ------------------- | ----- | - | - | - | -- | -- | ---- | --- | ---------------------------- |
| 1    | JS Kabylie          | 4     | 1 | 3 | 0 | 4  | 3  | +1   | 5   | Drapeau de l'Algérie         |
| 2    | Al Hilal Riyad      | 4     | 2 | 0 | 2 | 6  | 4  | +2   | 4   | Drapeau de l'Arabie saoudite |
| 3    | Al Tayaran Bagdad   | 4     | 1 | 2 | 1 | 1  | 6  | -5   | 4   | Drapeau de l'Irak            |
| 4    | Kawkab de Marrakech | 4     | 1 | 1 | 1 | 4  | 6  | -2   | 4   | Drapeau du Maroc             |
| 5    | Muharraq            | 4     | 0 | 1 | 3 | 2  | 5  | -3   | 1   | Drapeau de Bahreïn           |

La JS Kabylie terminera première de ce groupe avec cinq points au compteur et accédera pour la deuxième fois de son histoire aux demi-finales dans cette compétition arabe. À noter ici qu'une victoire vaut deux points et un nul un point, d'où l'incohérence du classement par victoire.
- Demi-finale

Les groupes A et B se croisent et la JS Kabylie première du groupe A rencontre le club marocain WA de Casablanca deuxième du groupe B. Quant au club saoudien deuxième du groupe A, Al Hilal est opposé au club tunisien de l'Étoile Sportive du Sahel deuxième du groupe B.
| Match | Tour          | Club           | score            | club       |
| ----- | ------------- | -------------- | ---------------- | ---------- |
| -     | Demi-finale 1 | Al Hilal Riyad | 0-0 (5-4) t.a.b. | ES Sahel   |
| 11    | Demi-finale 2 | WA Casablanca  | 3-2              | JS Kabylie |

Finalement, la JSK s'inclinera encore à ce stade de la compétition. Elle s'inclinera de justesse d'un petit but, sur le score de trois buts à deux en faveur du club marocain. Elle disputera néanmoins la place de troisième, face au vaincue de l'autre demi-finale.
- Match de classement

L'autre perdant de l'autre demi-finale n'est autre que le club tunisien de l'ES Sahel. La JSK et ce club tunisien dispute donc le match de classement pour la troisième place.
| Match | Tour                  | Club       | score | club     |
| ----- | --------------------- | ---------- | ----- | -------- |
| 12    | Match pour la 3eplace | JS Kabylie | 1-0   | ES Sahel |

La JSK remporte ce match un but à zéro et s'empare de la troisième place de ce classement.
- Classement final

| rang | club           | titre               | pays                         |
| ---- | -------------- | ------------------- | ---------------------------- |
| 01   | WA Casablanca  | Champion Arabe      | Drapeau du Maroc             |
| 02   | Al Hilal Riyad | Vice-Champion Arabe | Drapeau de l'Arabie saoudite |
| 03   | JS Kabylie     | Troisième           | Drapeau de l'Algérie         |
| 04   | ES Sahel       | Quatrième           | Drapeau de la Tunisie        |

Pour sa deuxième participation à une Coupe Arabe des clubs champions, la JSK réalise sept matches, avec un bilan flatteur de deux victoires, trois nuls et une défaite[pas clair]. Elle terminera troisième de l'édition 1989, qui s'est déroulée à Marrakech au Maroc.

### 1994: Coupe Arabe des Clubs Champions
La dixième édition s'est déroulée intégralement à Riyad, en Arabie saoudite. du 21 au 30 novembre 1994.
Cette saison-là, la JS Kabylie participe à sa troisième Coupe Arabe des clubs champions ; lors du premier tour, le hasard du tirage la place dans le groupe B, en compagnie de trois autres équipes.
Ces autres équipes sont:
Al Hilal Riyad club saoudien,
Al Arabi Koweït club koweïtien,
Shabab Rafah club palestinien.
La JS Kabylie est le représentant algérien de ce groupe A
La règle a changé : pour cette édition, il n'y a que quatre équipes par groupe, et aucun match de classement pour la troisième place.
- Groupe A

Cette phase de groupe, est donc une poule de quatre, dont le principe est que tout le monde doit rencontrer tout le monde.
Les deux premiers seront qualifiés pour les demi-finales de la compétition.
| Match | Tour                                  | Club            | score | buteurs                |
| ----- | ------------------------------------- | --------------- | ----- | ---------------------- |
| 15    | 3e journée :vendredi 25 novembre 1994 | Al Hilal Riyad  | 0-1   | /                      |
| 13    | 1re journée ; lundi 21 novembre 1994  | Al Arabi Koweït | 3-2   | hadj adlane, moussouni |
| 14    | 2e journée ;mercredi 23 novembre 1994 | Shabab Rafah    | 2-0   | menad, hadj adlane     |

- Classement Groupe A

| rang | club            | joués | V | N | D | bp | bc | diff | pts | pays                         |
| ---- | --------------- | ----- | - | - | - | -- | -- | ---- | --- | ---------------------------- |
| 1    | Al Hilal        | 3     | 3 | 0 | 0 | 10 | 2  | +8   | 9   | Drapeau de l'Arabie saoudite |
| 2    | JS Kabylie      | 3     | 2 | 0 | 1 | 5  | 3  | +2   | 6   | Drapeau de l'Algérie         |
| 3    | Al Arabi Koweït | 3     | 1 | 0 | 2 | 5  | 6  | -1   | 3   | Drapeau du Koweït            |
| 4    | Shabab Rafah    | 3     | 0 | 0 | 3 | 1  | 10 | -9   | 0   | Drapeau de la Palestine      |

La JS Kabylie terminera deuxième de ce groupe avec six points au compteur et accédera pour la troisième fois de son histoire aux demi-finales dans cette compétition arabe.
- Demi-finale

Les groupes A et B se croisent et la JS Kabylie deuxième du groupe A rencontre le club saoudien Al Ittihad Djeddah premier du groupe B. Quant au club saoudien premier du groupe A  Al Hilal, il est opposé au club tunisien le ca bizerte deuxième du groupe B le lundi 28 novembre 1994. expulsion de Djamel Menad (jsk) par l'arbitre syrien).
| Match | Tour          | Club                        | score   | buteurs      |
| ----- | ------------- | --------------------------- | ------- | ------------ |
| 13    | demi finale 1 | el hilal saudi - ca bizerte | 4-1     |              |
| 14    | Demi-finale 2 | Al Ittihad Djeddah - jsk    | 3-1a.p. | moussouni 87 |

Pour sa troisième participation, la JS Kabylie s'inclinera en demi-finale sur le score de trois buts à un après prolongations, face au club saoudien Al Ittihad Djeddah.
Il n'y aura pas de match de classement pour la troisième place. À noter également que ce sera le club saoudien Al Hilal qui remportera la finale sur son compatriote Al Ittihad Djeddah sur le score (0-0)  après prolongation, aux tirs au but (4-3), finale joué le mercredi 30 novembre 1994 a Riyad. (buteur du tournoi samy el djabir du hilal saudi avec 7 buts. (archives de m'hammed - algerie).

## Trophées internationaux manquant au palmarès de la JSK
Malgré un palmarès éloquent, il manque à la JS Kabylie certains trophées qu'elle n'a jamais remportés. Parmi ceux qui manquent, on peut distinguer parmi les trophées internationaux, les trophées continentaux, les trophées intercontinentaux mais également les trophées internationaux régionaux. Certaines de ces compétitions ont disparu, d'autres existent toujours ou ont changé de nom.

### Compétitions arabes
Parmi ces trophées manquant au palmarès de la JSK, il y a les trophées arabes, organisés par l'UAFA (l'Union arabe de football). La JSK, étant un club algérien, avait le droit de disputer les compétitions arabes si elle était qualifiée, étant donné que la Fédération algérienne de football est affiliée à l'UAFA.
La JSK étant un club Kabyle (bérbère) et non arabe, ne participe plus aux compétitions arabes.

#### Coupe des Clubs Champions arabe ou Ligue des Champions arabes
La JSK a participé trois fois à la Coupe Arabe des Clubs Champions, devenu Ligue des champions arabes. Nous avons vu aussi que, malgré de bons parcours lors des éditions 1987, 1989 et 1994; les canaries n'ont jamais pu franchir l'obstacle des demi-finales, terminant au mieux à la troisième place des deux premières éditions.
La Ligue des Champions Arabes, anciennement Coupe Arabe des Clubs Champions, est un trophée devenu majeur dans le football maghrébin et arabe. Elle est absente du palmarès de la JSK.
La Coupe arabe des clubs champions sous ce format, la JSK ne la gagnera jamais, vu qu'elle a disparu. En revanche, puisque la Ligue arabe des Champions existe à présent, les canaries pourront toujours essayer de la gagner.

#### Coupe arabe des vainqueurs de coupe
Mais ce n'est pas la seule compétition arabe qui existe, en réalité il existait deux autres compétitions pour les clubs arabes. L'une d'elles était la Coupe arabe des vainqueurs de coupe. Pour se qualifier à cette compétition c'est simple, il suffisait pour un club de remporter la coupe nationale de son championnat, mais aussi que sa fédération de football fasse partie de l'Union arabe de football et participe à la compétition.
La Compétition exista entre les années 1989 et 2001 et disparu à la suite de la disparition dans les compétitions internationales du football de la Coupe des Coupes partout dans le monde. La JS Kabylie n'y participera jamais, bien qu'elle ait remporté entre les années 1989 et 2001 deux coupes d'Algérie de football.
Cela peut s'expliquer par le faite que la JSK préféra s'engager en Coupe d'Afrique des vainqueurs de coupe, ce qui lui a réussi puisqu'elle remportera l'édition 1995.
La JSK à la suite de la disparition de cette compétition donc, ne gagnera jamais cette compétition, et demeure absente du palmarès de celle-ci.

#### Supercoupe Arabe
L'autre et dernière compétition qui existait était simplement la Supercoupe arabe de football. C'est une compétition qui se déroulait sous la forme d'un tournoi. À la différence des autres Supercoupes qui existent dans le monde, où généralement le vainqueur d'une compétition majeur était opposait à un autre vainqueur d'une autre compétition pour déterminer l'équipe qui imposerait sa suprématie, celle-ci est sensiblement différente.
En effet, la Supercoupe Arabe de football n'opposait pas deux équipes seulement mais quatre. Ces quatre équipes étaient les finalistes des deux compétitions arabes que sont la Coupe Arabe des Clubs Champions et la Coupe Arabe des Vainqueurs de Coupes.
Cette compétition exista entre les années 1992 et 2001, et n'aura duré que très peu de temps. Elle disparut en même temps que la Coupe Arabe des Vainqueurs de Coupes, car il est difficile d'organiser une Supercoupe alors qu'il ne reste qu'une seule compétition arabe.
Cet autre trophée manquera au palmarès de la JS Kabylie car pour la disputer et tenter de la gagner il fallait au moins avoir été finaliste d'une des deux compétitions arabes ce qui n'a jamais été son cas.
Comme pour la Coupe Arabe des Vainqueurs de Coupes, la Supercoupe Arabe ayant disparu, la JSK ne la gagnera jamais.

### Coupes Intercontinentales
Parmi les compétitions internationales, beaucoup ne sont qu'un seul match entre deux vainqueurs d'un tournoi d'un continent différent, ce sont les coupes intercontinentales.
Certaines vont disparaître pour laisser place une compétition incluant tous ces différents vainqueurs dans un même tournoi, la Coupe du monde des clubs.

#### Coupe Afro-Asiatique
La Coupe afro-asiatique de football des clubs champions, est un trophée intercontinentale, calquée sur le modèle américano-européen du nom de Coupe intercontinentale tout simplement.
Cette Compétition eut lieu entre les années 1986 et 1998, amputés de deux années (1990 et 1991). La JSK n'a jamais pu remporter cette compétition que peu de clubs en Afrique ont eu après avoir été "Champions d'Afrique des clubs".
Si l'on regarde les victoires de cette équipe kabyle en Coupe d'Afrique des clubs champions, on s'aperçoit que l'une est antérieure à la création de cette compétition (1981), et que l'autre coïncide avec l'une des deux années où elle n'eut pas lieu (1990). Cela peut s'expliquer par le faite que le champion d'Asie en 1990 le club iranien de l'Esteghlal Téhéran, ne pouvait prendre part à cette compétition du fait de la guerre Iran-Irak que subissait son pays.
Il est donc normal de voir ce trophée majeur du football intercontinental africain, manqué au palmarès de cette équipe kabyle. Le MC Alger, premier vainqueur algérien de la Coupe d'Afrique des Clubs Champions en 1976, connait le même sort que la JSK.

#### Coupe du monde des clubs
À la suite de la disparition des coupes intercontinentales, une Coupe du monde des clubs champions est créée. C'est une compétition qui rassemble tous les vainqueurs des ligues de champions à travers le monde durant l'année écoulée. Ces équipes s'affrontent pour obtenir le titre de champion du monde des clubs.
La première édition eut lieu en 2000, et la JS Kabylie n'a jamais pris part à cette compétition, pour la simple et bonne raison qu'elle n'a pas remporté de Ligue des Champions d'Afrique depuis le lancement de ce tournoi.
Afin d'être complet, il faut savoir qu'aucun club africain ne l’a remporté, ce qui n'est pas une mince affaire si jamais la JSK se qualifie un jour pour cette compétition.

#### Supercoupe arabo-africaine
Afin d'augmenter la compétitivité sportive du football africain et arabe, une nouvelle compétition voit le jour. Un accord a été signé entre la Confédération Africaine de Football et l'Union Arabe de Football, pour l'échange des deux calendriers sportifs, afin d'organiser au mieux la Supercoupe UAFA-CAF.
La première édition aurait dû avoir lieu au premier trimestre 2009, entre Al Ahly SC et l'ES Sétif, mais elle ne fut pas jouée.
Et comme en 2010, il n'y aura pas d'édition de Ligue arabe des champions, on n'est pas près de voir cette supercoupe se disputer au moins en 2011.
La JSK ne l'a pas encore gagnée, car théoriquement elle n'existe pas encore tout simplement.

### Compétitions maghrébine et nord-africaines
Et enfin, il existe en Afrique plusieurs compétitions régionales de football, semblable à ce qui se faisait en Europe avec les coupes Mitropa et Latines.
Bien qu'en Europe ces compétitions ont disparu, elles existent toujours en Afrique. Chacune de ses compétitions dépend des régions d'Afrique, faisant partie d'une sous-confédération africaine de football.
La JSK étant un club algérien, fait partie de la région "Afrique du Nord", et la Fédération algérienne de football est donc également affiliée à l'Union nord-africaine de football (UNAF).
De ce fait, la JSK peut prétendre à participer aux compétitions régionales de l'Afrique du Nord, si jamais celle-ci est qualifiée.
Il existe deux versions de ces compétitions, car un temps elles furent abandonnées, avant de revenir en force courant l'année 2008.

#### Compétitions maghrébines
La première version de ses compétitions régionales, sont les coupes dites maghrébines, qui eurent lieu entre les années 1969 et 1976. Contrairement à ce qu'il y avait en Europe, il existait deux compétitions : une coupe des clubs champions et une coupe des vainqueurs de coupes.
Ces tournois de football reposaient sur d'anciennes structures du football colonial français, et qui avaient pour nom "Championnat d'Afrique du Nord de football" et "Coupe d'Afrique du Nord de football".
Les qualifiés pour ces compétitions, étaient donc tous les vainqueurs des championnats et des Coupes nationales des nations du Maghreb.

#### Coupes maghrébines coloniales
Il y a tout d'abord le Championnat d'Afrique du Nord de football. Cette compétition fut créée durant l'année 1921, bien avant la création de la JSK, et était placée sous l'égide de le Fédération française de football et de l'Union des ligues nord-africaines de football.
La compétition a porté deux noms durant la période coloniale : de 1921 à 1925, elle avait pour nom Challenge Steeg du nom de Théodore Steeg un ancien gouverneur général d'Algérie ; et jusqu'en 1946, elle prit le nom de Challenge Rivet du nom du général Louis Rivet.
Il s'agit d'une compétition qui était disputée en fin de saison, où les cinq champions de division d'honneur de chaque ligue nord-africaine (Maroc, Tunisie, Alger, Oran, Constantine) se rencontrent. En 1956, la compétition disparaitra à la suite des indépendances proclamées de la Tunisie et du Maroc.
Cependant à la suite de l'indépendance de l'Algérie en 1962, une autre compétition similaire à celle-ci reprendra le relais, la fameuse Coupe du Maghreb des clubs champions, destinée aux champions nationaux des pays du Maghreb, dont la première édition aura lieu en 1969.
Cette compétition beaucoup trop ancienne, et aujourd'hui disparu n'a jamais pu être disputée par la JS Kabylie.
Néanmoins, afin d'être complet, il faut savoir que pour cette compétition disparue, le premier vainqueur fut un club algérien du nom de l'AS Marine ; le dernier vainqueur fut également un club algérien du nom de l'ESFM Guelma.
Le meilleur vainqueur de cette compétition fut également un club algérien du nom de SC Bel-Abbès, avec sept victoires, et la nation la plus victorieuse dans cette compétition c'est l'Algérie avec vingt-et-une victoires.
Ensuite, l'autre compétition qui eut lieu durant l'époque coloniale, c'est la Coupe d'Afrique du Nord de football. Cette compétition est plus récente que le championnat d'Afrique du Nord de football car elle date de 1931.
Elle était placée sous l'égide de la Fédération française de football et sous le même modèle que la Coupe de France.
Cette compétition, qui connut un immense succès, regroupait les clubs des cinq ligues d'Afrique du Nord (Maroc, Tunisie, Alger, Oran et Constantine).
Cependant, elle disparaitra durant l'année 1956, à la suite de l'autorisation de la Fédération française de football de laisser les clubs de ces ligues de participer à la Coupe de France.
Comme pour le championnat d'Afrique du Nord de football, à la suite de l'indépendance de l'Algérie, une autre compétition similaire à celle-ci reprendra le relais, la fameuse Coupe du Maghreb des vainqueurs de coupe dont la première édition aura lieu en 1969.
Par contre, cette compétition ne sera destinée qu'aux vainqueurs des coupes des championnats nationaux des pays du Maghreb.
Cette compétition ancienne également, la JS Kabylie ne l'a pas disputée car elle n'était pas en première division de la ligue d'Alger pour pouvoir y participer.
Néanmoins, afin d'être complet, il faut savoir que pour cette compétition disparue, le premier vainqueur fut un club algérien du nom de Club des Joyeusetés de la ville d'Oran; le dernier vainqueur fut également un club algérien du nom de SC Bel-Abbès.
Le meilleur vainqueur de cette compétition fut également un club algérien, le Club des Joyeusetés d'Oran avec quatre victoires, et la nation la plus victorieuse dans cette compétition c'est l'Algérie avec onze victoires.

##### Coupe du Maghreb des clubs champions
La Coupe du Maghreb des clubs champions est la compétition qui succédera au Championnat d'Afrique du Nord de football, en 1969, à la suite des indépendances des pays du Maghreb.
En juin 1968, les délégués des fédérations maghrébines de football, décidèrent de créer l'UMF (Union Maghrébine de Football), qui organisera en 1969 à Alger la première édition de ce premier tournoi inter-clubs champions.
Cette compétition qui regroupera les champions des championnats nationaux des pays du Maghreb, a bien été disputée par la JS Kabylie.
Elle ne participera qu'une seule fois à cette compétition, et terminera finaliste durant la saison 1973-1974 battue par le club tunisien Club africain.
Cette compétition disparaitra en 1976, car à l'époque les compétitions régionales n'auront pas la même portée que les compétitions continentales.
Néanmoins afin d'être complet, il faut savoir que le premier vainqueur de cette compétition fut un club algérien du nom de MC Oran en 1969 ; et le dernier vainqueur fut un club tunisien du nom de Club africain en 1976.
Le meilleur vainqueur de cette compétition est codétenu par un club algérien MC Oran et un autre tunisien Club africain, avec trois victoires, remportés consécutivement et respectivement; et la nation la plus victorieuse est la Tunisie avec quatre victoires.

##### Coupe du Maghreb des vainqueurs de coupes
La Coupe du Maghreb des vainqueurs de coupe est la compétition qui succédera à la Coupe d'Afrique du Nord de football, en 1969, à la suite des indépendances des pays du Maghreb.
Elle fut considérée comme la deuxième compétition maghrébine derrière sa grande sœur la Coupe du Maghreb des clubs champions. Cette compétition, considérée comme une C2 maghrébine, regroupe comme la coupe des coupes africaine tous les vainqueurs des coupes nationales mais des championnats maghrébins.
La JS Kabylie n'a jamais participé à cette compétition pour la simple et bonne raison qu'elle ne fut jamais qualifiée pour celle-ci. Le déroulement très court de cette compétition qui n'avait compté que six éditions, entre les années 1969 et 1975, peut expliquer le fait que la JSK n'a jamais pu prendre part à cette compétition étant donné que sa première coupe d'Algérie fut remportée lors du fameux doublé Coupe d'Algérie de football-Championnat d'Algérie. Et quand bien même, il y aurait pu y avoir une édition cette année-là, la JS Kabylie aurait surement privilégié la C1 maghrébine, autrement dit la Coupe du Maghreb des clubs champions.
Néanmoins afin d'être complet, il faut savoir que le premier vainqueur de cette compétition fut un club marocain du nom de Renaissance de Settat en 1969 ; et le dernier vainqueur fut un club tunisien du nom de l'Étoile sportive du Sahel, en 1975.
À noter également que le meilleur vainqueur de cette compétition est un club algérien du nom de MC Alger avec deux victoires, et la nation la plus victorieuse est l'Algérie avec deux victoires.

#### Compétition nord-africaines
Après avoir disparu des années soixante-dix du paysage footballistique de l'Afrique du Nord, l'Union nord-africaine de football, récemment créée, décida de recréer ses compétitions régionales, qui existent toujours dans le reste de l'Afrique.
Les qualifiées pour ces compétitions sont les mêmes, puisqu'il s'agit à nouveau d'une coupe des clubs champions, et d'une coupe des vainqueurs de coupe.
Les premières éditions de ces nouvelles compétitions régionales ont lieu au début de la saison 2008.

##### Coupe nord-africaine des clubs champions
La Coupe nord-africaine des clubs champions, également appelée Coupe des clubs champions de l'UNAF abrégée aussi en Coupe UNAF 1, est donc la compétition qui succédera à la défunte Coupe du Maghreb des clubs champions. Elle est à présent régie par la nouvelle organisation du football maghrébin qui se nomme Union nord-africaine de football, également abrégée en UNAF.
En voyant les autres sous-confédérations africaines de football qui continuaient d'organiser des compétitions régionales de clubs, les dirigeants du football des pays du Maghreb décidèrent donc de remettre au goût du jour ces compétitions qui ont fait la gloire de certains clubs. La plupart ont bâti leur légende grâce à cela, en témoignent les pionniers des clubs algériens qui leur permirent dans ces compétitions de bâtir leur légende et de participer à leurs premières compétitions internationales. C'était le cas de la JS Kabylie qui disputa sa première compétition internationale avec la Coupe du Maghreb des clubs champions en 1973.
Le but premier était d'augmenter la compétitivité du football nord-africain et de faire progresser son niveau dans un esprit sportif et fraternelle. Outre les compétitions de clubs, des compétitions avec les différentes sélections nationales sont également organisées.
Une nouveauté, les clubs égyptiens qui dans les anciennes compétitions avaient toujours refuser d'y participer, font leur apparition dans cette compétition et leur fédération devient donc un membre de l'UNAF. Avant cela, les participants ont toujours été et le sont encore aujourd'hui, les champions des championnats de football d'Algérie, du Maroc, de Tunisie et de Libye, cependant un barrage est organisé suivant un tirage au sort et qui est disputé avant le stade des demi-finales.
Chaque rencontre se dispute en matchs aller et retour, contrairement à l'ancienne compétition où chaque édition se déroulait en un lieu unique pour toutes les équipes. La finale est également en match aller et retour, un trophée est donné au vainqueur qui peut en réaliser une copie et doit le restituer un mois avant le début de la prochaine édition. Des primes sont également allouées dans cette compétition avec : 250 000 dollars pour le vainqueur, 100 000 dollars pour le finaliste, 75 000 dollars pour le troisième, 50 000 dollars pour le quatrième. S'ajoutent à cela 100 000 dollars pour chaque club participant, 20 000 dollars pour chaque match disputé par une équipe et enfin 25 000 dollars pour chaque fédération.
La première édition a eu lieu en 2008, la JS Kabylie y a participé et termina la compétition à la troisième place. À noter également que, depuis 2010, le champion dispute avec le vainqueur de la Coupe nord-africaine des vainqueurs de coupe la Supercoupe de l'UNAF.